# Lista de asteroides (273001-274000)
Esta é uma lista parcial de asteroides, do asteroide número 273001 até o 274000, inclusive. Veja também o índice com todas as listas disponíveis.

| Objeto Próximos à Terra | Cinturão de asteroides (interno) | Cinturão de asteroides (externo) | Centauro       |
| Cruzador de Marte       | Cinturão de asteroides (meio)    | Troianos de Júpiter              | Transnetuniano |

Veja mais dados de cada asteroide na ligação externa para o Minor Planet Center na última coluna.
Índice: 273001... 273101... 273201... 273301... 273401... 273501... 273601... 273701... 273801... 273901... 

## 273001–273100
| Designação | Designação | Descoberta  | Descoberta    | Descobridor(es)     | Categoria | Mais informações / Referência |
| Permanente | Provisória | Data        | Local         | Descobridor(es)     | Categoria | Mais informações / Referência |
| ---------- | ---------- | ----------- | ------------- | ------------------- | --------- | ----------------------------- |
| 273001     | 2006 DJ68  | 23 fev 2006 | Anderson Mesa | LONEOS              | —         | MPC                           |
| 273002     | 2006 DL69  | 20 fev 2006 | Kitt Peak     | Spacewatch          | —         | MPC                           |
| 273003     | 2006 DU71  | 21 fev 2006 | Mount Lemmon  | Mount Lemmon Survey | —         | MPC                           |
| 273004     | 2006 DL73  | 22 fev 2006 | Mount Lemmon  | Mount Lemmon Survey | —         | MPC                           |
| 273005     | 2006 DU74  | 24 fev 2006 | Kitt Peak     | Spacewatch          | —         | MPC                           |
| 273006     | 2006 DF78  | 24 fev 2006 | Kitt Peak     | Spacewatch          | —         | MPC                           |
| 273007     | 2006 DV78  | 24 fev 2006 | Kitt Peak     | Spacewatch          | —         | MPC                           |
| 273008     | 2006 DO79  | 24 fev 2006 | Kitt Peak     | Spacewatch          | —         | MPC                           |
| 273009     | 2006 DT81  | 24 fev 2006 | Kitt Peak     | Spacewatch          | —         | MPC                           |
| 273010     | 2006 DD82  | 24 fev 2006 | Kitt Peak     | Spacewatch          | Eos       | MPC                           |
| 273011     | 2006 DL82  | 24 fev 2006 | Kitt Peak     | Spacewatch          | Themis    | MPC                           |
| 273012     | 2006 DQ82  | 24 fev 2006 | Kitt Peak     | Spacewatch          | —         | MPC                           |
| 273013     | 2006 DT83  | 13 out 1994 | Kitt Peak     | Spacewatch          | —         | MPC                           |
| 273014     | 2006 DB86  | 24 fev 2006 | Kitt Peak     | Spacewatch          | —         | MPC                           |
| 273015     | 2006 DD86  | 24 fev 2006 | Kitt Peak     | Spacewatch          | —         | MPC                           |
| 273016     | 2006 DA87  | 24 fev 2006 | Kitt Peak     | Spacewatch          | —         | MPC                           |
| 273017     | 2006 DF87  | 24 fev 2006 | Kitt Peak     | Spacewatch          | —         | MPC                           |
| 273018     | 2006 DF90  | 24 fev 2006 | Kitt Peak     | Spacewatch          | —         | MPC                           |
| 273019     | 2006 DE91  | 24 fev 2006 | Mount Lemmon  | Mount Lemmon Survey | —         | MPC                           |
| 273020     | 2006 DF94  | 24 fev 2006 | Kitt Peak     | Spacewatch          | —         | MPC                           |
| 273021     | 2006 DN97  | 24 fev 2006 | Kitt Peak     | Spacewatch          | —         | MPC                           |
| 273022     | 2006 DJ98  | 25 fev 2006 | Kitt Peak     | Spacewatch          | —         | MPC                           |
| 273023     | 2006 DO98  | 25 fev 2006 | Kitt Peak     | Spacewatch          | —         | MPC                           |
| 273024     | 2006 DL101 | 25 fev 2006 | Kitt Peak     | Spacewatch          | Maria     | MPC                           |
| 273025     | 2006 DL107 | 25 fev 2006 | Kitt Peak     | Spacewatch          | —         | MPC                           |
| 273026     | 2006 DW111 | 27 fev 2006 | Mount Lemmon  | Mount Lemmon Survey | Eos       | MPC                           |
| 273027     | 2006 DG112 | 27 fev 2006 | Mount Lemmon  | Mount Lemmon Survey | —         | MPC                           |
| 273028     | 2006 DP112 | 27 fev 2006 | Mount Lemmon  | Mount Lemmon Survey | Maria     | MPC                           |
| 273029     | 2006 DJ113 | 27 fev 2006 | Kitt Peak     | Spacewatch          | —         | MPC                           |
| 273030     | 2006 DC114 | 27 fev 2006 | Socorro       | LINEAR              | —         | MPC                           |
| 273031     | 2006 DD117 | 27 fev 2006 | Kitt Peak     | Spacewatch          | Themis    | MPC                           |
| 273032     | 2006 DK118 | 27 fev 2006 | Kitt Peak     | Spacewatch          | —         | MPC                           |
| 273033     | 2006 DC120 | 20 fev 2006 | Catalina      | CSS                 | —         | MPC                           |
| 273034     | 2006 DF122 | 23 fev 2006 | Anderson Mesa | LONEOS              | —         | MPC                           |
| 273035     | 2006 DZ124 | 25 fev 2006 | Kitt Peak     | Spacewatch          | —         | MPC                           |
| 273036     | 2006 DV125 | 25 fev 2006 | Kitt Peak     | Spacewatch          | —         | MPC                           |
| 273037     | 2006 DG128 | 25 fev 2006 | Mount Lemmon  | Mount Lemmon Survey | —         | MPC                           |
| 273038     | 2006 DK128 | 25 fev 2006 | Kitt Peak     | Spacewatch          | —         | MPC                           |
| 273039     | 2006 DE132 | 25 fev 2006 | Kitt Peak     | Spacewatch          | —         | MPC                           |
| 273040     | 2006 DN132 | 25 fev 2006 | Kitt Peak     | Spacewatch          | —         | MPC                           |
| 273041     | 2006 DU133 | 25 fev 2006 | Kitt Peak     | Spacewatch          | —         | MPC                           |
| 273042     | 2006 DG137 | 25 fev 2006 | Kitt Peak     | Spacewatch          | —         | MPC                           |
| 273043     | 2006 DL137 | 25 fev 2006 | Kitt Peak     | Spacewatch          | —         | MPC                           |
| 273044     | 2006 DN138 | 25 fev 2006 | Kitt Peak     | Spacewatch          | —         | MPC                           |
| 273045     | 2006 DX138 | 25 fev 2006 | Kitt Peak     | Spacewatch          | —         | MPC                           |
| 273046     | 2006 DE139 | 25 fev 2006 | Kitt Peak     | Spacewatch          | —         | MPC                           |
| 273047     | 2006 DP141 | 25 fev 2006 | Kitt Peak     | Spacewatch          | —         | MPC                           |
| 273048     | 2006 DW142 | 25 fev 2006 | Kitt Peak     | Spacewatch          | —         | MPC                           |
| 273049     | 2006 DC145 | 25 fev 2006 | Mount Lemmon  | Mount Lemmon Survey | Themis    | MPC                           |
| 273050     | 2006 DR157 | 27 fev 2006 | Kitt Peak     | Spacewatch          | —         | MPC                           |
| 273051     | 2006 DV158 | 27 fev 2006 | Kitt Peak     | Spacewatch          | —         | MPC                           |
| 273052     | 2006 DK161 | 27 fev 2006 | Kitt Peak     | Spacewatch          | —         | MPC                           |
| 273053     | 2006 DG164 | 27 fev 2006 | Mount Lemmon  | Mount Lemmon Survey | —         | MPC                           |
| 273054     | 2006 DF165 | 27 fev 2006 | Kitt Peak     | Spacewatch          | —         | MPC                           |
| 273055     | 2006 DJ173 | 27 fev 2006 | Kitt Peak     | Spacewatch          | —         | MPC                           |
| 273056     | 2006 DS173 | 27 fev 2006 | Kitt Peak     | Spacewatch          | —         | MPC                           |
| 273057     | 2006 DU173 | 27 fev 2006 | Kitt Peak     | Spacewatch          | —         | MPC                           |
| 273058     | 2006 DP177 | 27 fev 2006 | Mount Lemmon  | Mount Lemmon Survey | —         | MPC                           |
| 273059     | 2006 DF178 | 27 fev 2006 | Mount Lemmon  | Mount Lemmon Survey | —         | MPC                           |
| 273060     | 2006 DM178 | 27 fev 2006 | Mount Lemmon  | Mount Lemmon Survey | —         | MPC                           |
| 273061     | 2006 DT185 | 24 out 2003 | Apache Point  | SDSS                | —         | MPC                           |
| 273062     | 2006 DQ186 | 27 fev 2006 | Kitt Peak     | Spacewatch          | —         | MPC                           |
| 273063     | 2006 DC190 | 27 fev 2006 | Kitt Peak     | Spacewatch          | —         | MPC                           |
| 273064     | 2006 DM190 | 27 fev 2006 | Kitt Peak     | Spacewatch          | —         | MPC                           |
| 273065     | 2006 DD191 | 27 fev 2006 | Kitt Peak     | Spacewatch          | —         | MPC                           |
| 273066     | 2006 DY192 | 27 fev 2006 | Kitt Peak     | Spacewatch          | —         | MPC                           |
| 273067     | 2006 DR195 | 20 fev 2006 | Catalina      | CSS                 | —         | MPC                           |
| 273068     | 2006 DD197 | 24 fev 2006 | Catalina      | CSS                 | Eos       | MPC                           |
| 273069     | 2006 DE197 | 24 fev 2006 | Catalina      | CSS                 | —         | MPC                           |
| 273070     | 2006 DO212 | 24 fev 2006 | Kitt Peak     | Spacewatch          | —         | MPC                           |
| 273071     | 2006 DV212 | 24 fev 2006 | Kitt Peak     | Spacewatch          | —         | MPC                           |
| 273072     | 2006 DW214 | 20 fev 2006 | Kitt Peak     | Spacewatch          | —         | MPC                           |
| 273073     | 2006 DF215 | 22 fev 2006 | Anderson Mesa | LONEOS              | —         | MPC                           |
| 273074     | 2006 DG215 | 24 fev 2006 | Kitt Peak     | Spacewatch          | Themis    | MPC                           |
| 273075     | 2006 EX1   | 3 mar 2006  | Nyukasa       | Mount Nyukasa Stn.  | —         | MPC                           |
| 273076     | 2006 EQ3   | 2 mar 2006  | Kitt Peak     | Spacewatch          | —         | MPC                           |
| 273077     | 2006 ED4   | 2 mar 2006  | Kitt Peak     | Spacewatch          | —         | MPC                           |
| 273078     | 2006 EG7   | 2 mar 2006  | Kitt Peak     | Spacewatch          | —         | MPC                           |
| 273079     | 2006 EL9   | 2 mar 2006  | Kitt Peak     | Spacewatch          | —         | MPC                           |
| 273080     | 2006 EC10  | 2 mar 2006  | Kitt Peak     | Spacewatch          | —         | MPC                           |
| 273081     | 2006 EP14  | 2 mar 2006  | Kitt Peak     | Spacewatch          | Themis    | MPC                           |
| 273082     | 2006 EZ14  | 2 mar 2006  | Kitt Peak     | Spacewatch          | —         | MPC                           |
| 273083     | 2006 EG19  | 2 mar 2006  | Kitt Peak     | Spacewatch          | Brangane  | MPC                           |
| 273084     | 2006 EF20  | 3 mar 2006  | Kitt Peak     | Spacewatch          | —         | MPC                           |
| 273085     | 2006 EU21  | 3 mar 2006  | Kitt Peak     | Spacewatch          | —         | MPC                           |
| 273086     | 2006 EE22  | 3 mar 2006  | Kitt Peak     | Spacewatch          | —         | MPC                           |
| 273087     | 2006 EC23  | 3 mar 2006  | Kitt Peak     | Spacewatch          | —         | MPC                           |
| 273088     | 2006 EO24  | 3 mar 2006  | Kitt Peak     | Spacewatch          | —         | MPC                           |
| 273089     | 2006 EZ28  | 3 mar 2006  | Kitt Peak     | Spacewatch          | —         | MPC                           |
| 273090     | 2006 EX46  | 4 mar 2006  | Kitt Peak     | Spacewatch          | —         | MPC                           |
| 273091     | 2006 EX47  | 4 mar 2006  | Kitt Peak     | Spacewatch          | —         | MPC                           |
| 273092     | 2006 ES58  | 5 mar 2006  | Kitt Peak     | Spacewatch          | —         | MPC                           |
| 273093     | 2006 ET58  | 5 mar 2006  | Kitt Peak     | Spacewatch          | Maria     | MPC                           |
| 273094     | 2006 ES63  | 5 mar 2006  | Kitt Peak     | Spacewatch          | —         | MPC                           |
| 273095     | 2006 EG66  | 5 mar 2006  | Kitt Peak     | Spacewatch          | —         | MPC                           |
| 273096     | 2006 ET71  | 4 mar 2006  | Kitt Peak     | Spacewatch          | —         | MPC                           |
| 273097     | 2006 FE1   | 21 mar 2006 | Mount Lemmon  | Mount Lemmon Survey | —         | MPC                           |
| 273098     | 2006 FF5   | 23 mar 2006 | Mount Lemmon  | Mount Lemmon Survey | —         | MPC                           |
| 273099     | 2006 FH13  | 23 mar 2006 | Kitt Peak     | Spacewatch          | —         | MPC                           |
| 273100     | 2006 FK13  | 23 mar 2006 | Kitt Peak     | Spacewatch          | —         | MPC                           |

## 273101–273200
| Designação | Designação | Descoberta  | Descoberta    | Descobridor(es)     | Categoria | Mais informações / Referência |
| Permanente | Provisória | Data        | Local         | Descobridor(es)     | Categoria | Mais informações / Referência |
| ---------- | ---------- | ----------- | ------------- | ------------------- | --------- | ----------------------------- |
| 273101     | 2006 FO15  | 23 mar 2006 | Mount Lemmon  | Mount Lemmon Survey | —         | MPC                           |
| 273102     | 2006 FC16  | 23 mar 2006 | Mount Lemmon  | Mount Lemmon Survey | —         | MPC                           |
| 273103     | 2006 FK20  | 23 mar 2006 | Mount Lemmon  | Mount Lemmon Survey | —         | MPC                           |
| 273104     | 2006 FP20  | 23 mar 2006 | Kitt Peak     | Spacewatch          | —         | MPC                           |
| 273105     | 2006 FL23  | 24 mar 2006 | Kitt Peak     | Spacewatch          | —         | MPC                           |
| 273106     | 2006 FM26  | 24 mar 2006 | Mount Lemmon  | Mount Lemmon Survey | —         | MPC                           |
| 273107     | 2006 FO26  | 24 mar 2006 | Mount Lemmon  | Mount Lemmon Survey | —         | MPC                           |
| 273108     | 2006 FP28  | 24 mar 2006 | Mount Lemmon  | Mount Lemmon Survey | —         | MPC                           |
| 273109     | 2006 FX28  | 24 mar 2006 | Mount Lemmon  | Mount Lemmon Survey | Brangane  | MPC                           |
| 273110     | 2006 FY29  | 24 mar 2006 | Mount Lemmon  | Mount Lemmon Survey | —         | MPC                           |
| 273111     | 2006 FC30  | 24 mar 2006 | Mount Lemmon  | Mount Lemmon Survey | —         | MPC                           |
| 273112     | 2006 FC32  | 25 mar 2006 | Kitt Peak     | Spacewatch          | —         | MPC                           |
| 273113     | 2006 FS32  | 25 mar 2006 | Kitt Peak     | Spacewatch          | —         | MPC                           |
| 273114     | 2006 FD35  | 22 mar 2006 | Catalina      | CSS                 | —         | MPC                           |
| 273115     | 2006 FH39  | 24 mar 2006 | Kitt Peak     | Spacewatch          | —         | MPC                           |
| 273116     | 2006 FC40  | 25 mar 2006 | Kitt Peak     | Spacewatch          | —         | MPC                           |
| 273117     | 2006 FP41  | 26 mar 2006 | Mount Lemmon  | Mount Lemmon Survey | —         | MPC                           |
| 273118     | 2006 FD43  | 29 mar 2006 | Kitt Peak     | Spacewatch          | —         | MPC                           |
| 273119     | 2006 FO53  | 25 mar 2006 | Kitt Peak     | Spacewatch          | Ursula    | MPC                           |
| 273120     | 2006 FX53  | 25 mar 2006 | Kitt Peak     | Spacewatch          | —         | MPC                           |
| 273121     | 2006 FD54  | 23 mar 2006 | Mount Lemmon  | Mount Lemmon Survey | Brangane  | MPC                           |
| 273122     | 2006 FL54  | 24 mar 2006 | Kitt Peak     | Spacewatch          | —         | MPC                           |
| 273123     | 2006 GL2   | 2 abr 2006  | Kitt Peak     | Spacewatch          | —         | MPC                           |
| 273124     | 2006 GH8   | 2 abr 2006  | Kitt Peak     | Spacewatch          | —         | MPC                           |
| 273125     | 2006 GR11  | 2 abr 2006  | Kitt Peak     | Spacewatch          | Brangane  | MPC                           |
| 273126     | 2006 GS16  | 2 abr 2006  | Kitt Peak     | Spacewatch          | —         | MPC                           |
| 273127     | 2006 GL17  | 2 abr 2006  | Kitt Peak     | Spacewatch          | —         | MPC                           |
| 273128     | 2006 GX18  | 2 abr 2006  | Kitt Peak     | Spacewatch          | —         | MPC                           |
| 273129     | 2006 GH21  | 2 abr 2006  | Mount Lemmon  | Mount Lemmon Survey | —         | MPC                           |
| 273130     | 2006 GY25  | 2 abr 2006  | Kitt Peak     | Spacewatch          | —         | MPC                           |
| 273131     | 2006 GS30  | 2 abr 2006  | Mount Lemmon  | Mount Lemmon Survey | —         | MPC                           |
| 273132     | 2006 GL32  | 7 abr 2006  | Kitt Peak     | Spacewatch          | —         | MPC                           |
| 273133     | 2006 GV42  | 8 abr 2006  | Catalina      | CSS                 | —         | MPC                           |
| 273134     | 2006 GR46  | 8 abr 2006  | Kitt Peak     | Spacewatch          | —         | MPC                           |
| 273135     | 2006 GF47  | 9 abr 2006  | Kitt Peak     | Spacewatch          | —         | MPC                           |
| 273136     | 2006 GW48  | 9 abr 2006  | Kitt Peak     | Spacewatch          | —         | MPC                           |
| 273137     | 2006 GF49  | 2 abr 2006  | Anderson Mesa | LONEOS              | —         | MPC                           |
| 273138     | 2006 HR    | 18 abr 2006 | Kitt Peak     | Spacewatch          | —         | MPC                           |
| 273139     | 2006 HZ7   | 18 abr 2006 | Kitt Peak     | Spacewatch          | Ursula    | MPC                           |
| 273140     | 2006 HB13  | 19 abr 2006 | Kitt Peak     | Spacewatch          | —         | MPC                           |
| 273141     | 2006 HO13  | 19 abr 2006 | Palomar       | NEAT                | —         | MPC                           |
| 273142     | 2006 HZ13  | 19 abr 2006 | Mount Lemmon  | Mount Lemmon Survey | —         | MPC                           |
| 273143     | 2006 HM19  | 18 abr 2006 | Kitt Peak     | Spacewatch          | —         | MPC                           |
| 273144     | 2006 HH20  | 19 abr 2006 | Mount Lemmon  | Mount Lemmon Survey | —         | MPC                           |
| 273145     | 2006 HW21  | 20 abr 2006 | Kitt Peak     | Spacewatch          | —         | MPC                           |
| 273146     | 2006 HV23  | 20 abr 2006 | Kitt Peak     | Spacewatch          | —         | MPC                           |
| 273147     | 2006 HO28  | 20 abr 2006 | Kitt Peak     | Spacewatch          | —         | MPC                           |
| 273148     | 2006 HL29  | 21 abr 2006 | Catalina      | CSS                 | —         | MPC                           |
| 273149     | 2006 HN29  | 23 abr 2006 | Socorro       | LINEAR              | —         | MPC                           |
| 273150     | 2006 HW31  | 19 abr 2006 | Kitt Peak     | Spacewatch          | —         | MPC                           |
| 273151     | 2006 HA35  | 19 abr 2006 | Mount Lemmon  | Mount Lemmon Survey | —         | MPC                           |
| 273152     | 2006 HN35  | 19 abr 2006 | Catalina      | CSS                 | —         | MPC                           |
| 273153     | 2006 HY36  | 21 abr 2006 | Kitt Peak     | Spacewatch          | —         | MPC                           |
| 273154     | 2006 HJ38  | 21 abr 2006 | Kitt Peak     | Spacewatch          | Brangane  | MPC                           |
| 273155     | 2006 HW40  | 21 abr 2006 | Kitt Peak     | Spacewatch          | —         | MPC                           |
| 273156     | 2006 HY40  | 21 abr 2006 | Kitt Peak     | Spacewatch          | —         | MPC                           |
| 273157     | 2006 HO43  | 24 abr 2006 | Mount Lemmon  | Mount Lemmon Survey | —         | MPC                           |
| 273158     | 2006 HV45  | 25 abr 2006 | Kitt Peak     | Spacewatch          | —         | MPC                           |
| 273159     | 2006 HJ54  | 20 abr 2006 | Catalina      | CSS                 | —         | MPC                           |
| 273160     | 2006 HX54  | 21 abr 2006 | Catalina      | CSS                 | —         | MPC                           |
| 273161     | 2006 HL59  | 22 abr 2006 | Siding Spring | SSS                 | —         | MPC                           |
| 273162     | 2006 HN60  | 26 abr 2006 | Anderson Mesa | LONEOS              | —         | MPC                           |
| 273163     | 2006 HX60  | 28 abr 2006 | Socorro       | LINEAR              | —         | MPC                           |
| 273164     | 2006 HB61  | 29 abr 2006 | Catalina      | CSS                 | —         | MPC                           |
| 273165     | 2006 HO61  | 24 abr 2006 | Kitt Peak     | Spacewatch          | —         | MPC                           |
| 273166     | 2006 HA62  | 24 abr 2006 | Kitt Peak     | Spacewatch          | —         | MPC                           |
| 273167     | 2006 HB63  | 24 abr 2006 | Kitt Peak     | Spacewatch          | Brangane  | MPC                           |
| 273168     | 2006 HH64  | 24 abr 2006 | Kitt Peak     | Spacewatch          | —         | MPC                           |
| 273169     | 2006 HS67  | 24 abr 2006 | Mount Lemmon  | Mount Lemmon Survey | —         | MPC                           |
| 273170     | 2006 HW70  | 25 abr 2006 | Kitt Peak     | Spacewatch          | —         | MPC                           |
| 273171     | 2006 HO71  | 25 abr 2006 | Kitt Peak     | Spacewatch          | —         | MPC                           |
| 273172     | 2006 HM74  | 25 abr 2006 | Kitt Peak     | Spacewatch          | —         | MPC                           |
| 273173     | 2006 HQ74  | 25 abr 2006 | Kitt Peak     | Spacewatch          | Brangane  | MPC                           |
| 273174     | 2006 HQ75  | 25 abr 2006 | Kitt Peak     | Spacewatch          | —         | MPC                           |
| 273175     | 2006 HW75  | 25 abr 2006 | Kitt Peak     | Spacewatch          | Brangane  | MPC                           |
| 273176     | 2006 HX79  | 26 abr 2006 | Kitt Peak     | Spacewatch          | —         | MPC                           |
| 273177     | 2006 HX80  | 26 abr 2006 | Kitt Peak     | Spacewatch          | —         | MPC                           |
| 273178     | 2006 HJ82  | 26 abr 2006 | Kitt Peak     | Spacewatch          | —         | MPC                           |
| 273179     | 2006 HZ84  | 26 abr 2006 | Kitt Peak     | Spacewatch          | —         | MPC                           |
| 273180     | 2006 HO91  | 29 abr 2006 | Kitt Peak     | Spacewatch          | Brangane  | MPC                           |
| 273181     | 2006 HU92  | 29 abr 2006 | Kitt Peak     | Spacewatch          | —         | MPC                           |
| 273182     | 2006 HS93  | 29 abr 2006 | Kitt Peak     | Spacewatch          | Brangane  | MPC                           |
| 273183     | 2006 HS94  | 30 abr 2006 | Kitt Peak     | Spacewatch          | —         | MPC                           |
| 273184     | 2006 HW94  | 30 abr 2006 | Kitt Peak     | Spacewatch          | —         | MPC                           |
| 273185     | 2006 HO99  | 30 abr 2006 | Kitt Peak     | Spacewatch          | —         | MPC                           |
| 273186     | 2006 HH101 | 30 abr 2006 | Kitt Peak     | Spacewatch          | Brangane  | MPC                           |
| 273187     | 2006 HK101 | 30 abr 2006 | Kitt Peak     | Spacewatch          | —         | MPC                           |
| 273188     | 2006 HD106 | 30 abr 2006 | Kitt Peak     | Spacewatch          | —         | MPC                           |
| 273189     | 2006 HE108 | 30 abr 2006 | Kitt Peak     | Spacewatch          | —         | MPC                           |
| 273190     | 2006 HP110 | 30 abr 2006 | Catalina      | CSS                 | —         | MPC                           |
| 273191     | 2006 HM116 | 26 abr 2006 | Kitt Peak     | Spacewatch          | Ursula    | MPC                           |
| 273192     | 2006 HS119 | 30 abr 2006 | Kitt Peak     | Spacewatch          | —         | MPC                           |
| 273193     | 2006 HE121 | 30 abr 2006 | Kitt Peak     | Spacewatch          | —         | MPC                           |
| 273194     | 2006 HY130 | 26 abr 2006 | Cerro Tololo  | M. W. Buie          | —         | MPC                           |
| 273195     | 2006 HG151 | 30 abr 2006 | Anderson Mesa | LONEOS              | Ursula    | MPC                           |
| 273196     | 2006 HO152 | 24 abr 2006 | Mount Lemmon  | Mount Lemmon Survey | —         | MPC                           |
| 273197     | 2006 JQ    | 2 mai 2006  | Catalina      | CSS                 | —         | MPC                           |
| 273198     | 2006 JK4   | 2 mai 2006  | Mount Lemmon  | Mount Lemmon Survey | —         | MPC                           |
| 273199     | 2006 JA6   | 3 mai 2006  | Mount Lemmon  | Mount Lemmon Survey | —         | MPC                           |
| 273200     | 2006 JE9   | 1 mai 2006  | Kitt Peak     | Spacewatch          | —         | MPC                           |

## 273201–273300
| Designação        | Designação | Descoberta  | Descoberta        | Descobridor(es)     | Categoria | Mais informações / Referência |
| Permanente        | Provisória | Data        | Local             | Descobridor(es)     | Categoria | Mais informações / Referência |
| ----------------- | ---------- | ----------- | ----------------- | ------------------- | --------- | ----------------------------- |
| 273201            | 2006 JA11  | 1 mai 2006  | Kitt Peak         | Spacewatch          | —         | MPC                           |
| 273202            | 2006 JO12  | 1 mai 2006  | Kitt Peak         | Spacewatch          | —         | MPC                           |
| 273203            | 2006 JU13  | 3 mai 2006  | Kitt Peak         | Spacewatch          | —         | MPC                           |
| 273204            | 2006 JB15  | 2 mai 2006  | Mount Lemmon      | Mount Lemmon Survey | —         | MPC                           |
| 273205            | 2006 JK15  | 2 mai 2006  | Mount Lemmon      | Mount Lemmon Survey | —         | MPC                           |
| 273206            | 2006 JL16  | 2 mai 2006  | Kitt Peak         | Spacewatch          | Brangane  | MPC                           |
| 273207            | 2006 JM16  | 2 mai 2006  | Kitt Peak         | Spacewatch          | —         | MPC                           |
| 273208            | 2006 JB17  | 2 mai 2006  | Kitt Peak         | Spacewatch          | —         | MPC                           |
| 273209            | 2006 JE18  | 2 mai 2006  | Mount Lemmon      | Mount Lemmon Survey | Brangane  | MPC                           |
| 273210            | 2006 JQ20  | 2 mai 2006  | Kitt Peak         | Spacewatch          | —         | MPC                           |
| 273211            | 2006 JG24  | 4 mai 2006  | Mount Lemmon      | Mount Lemmon Survey | —         | MPC                           |
| 273212            | 2006 JY28  | 3 mai 2006  | Kitt Peak         | Spacewatch          | —         | MPC                           |
| 273213            | 2006 JL29  | 3 mai 2006  | Kitt Peak         | Spacewatch          | —         | MPC                           |
| 273214            | 2006 JP31  | 3 mai 2006  | Kitt Peak         | Spacewatch          | —         | MPC                           |
| 273215            | 2006 JD35  | 4 mai 2006  | Kitt Peak         | Spacewatch          | —         | MPC                           |
| 273216            | 2006 JH36  | 4 mai 2006  | Kitt Peak         | Spacewatch          | —         | MPC                           |
| 273217            | 2006 JJ37  | 5 mai 2006  | Kitt Peak         | Spacewatch          | Eos       | MPC                           |
| 273218            | 2006 JS37  | 5 mai 2006  | Mount Lemmon      | Mount Lemmon Survey | —         | MPC                           |
| 273219            | 2006 JZ37  | 5 mai 2006  | Anderson Mesa     | LONEOS              | —         | MPC                           |
| 273220            | 2006 JV40  | 7 mai 2006  | Kitt Peak         | Spacewatch          | —         | MPC                           |
| 273221            | 2006 JB41  | 7 mai 2006  | Kitt Peak         | Spacewatch          | —         | MPC                           |
| 273222            | 2006 JM47  | 1 mai 2006  | Kitt Peak         | Spacewatch          | —         | MPC                           |
| 273223            | 2006 JZ51  | 3 mai 2006  | Kitt Peak         | Spacewatch          | —         | MPC                           |
| 273224            | 2006 JJ54  | 8 mai 2006  | Mount Lemmon      | Mount Lemmon Survey | —         | MPC                           |
| 273225            | 2006 JE55  | 9 mai 2006  | Mount Lemmon      | Mount Lemmon Survey | —         | MPC                           |
| 273226            | 2006 JX55  | 1 mai 2006  | Catalina          | CSS                 | —         | MPC                           |
| 273227            | 2006 JB61  | 2 mai 2006  | Kitt Peak         | M. W. Buie          | —         | MPC                           |
| 273228            | 2006 JW66  | 1 mai 2006  | Kitt Peak         | M. W. Buie          | —         | MPC                           |
| 273229            | 2006 JY67  | 1 mai 2006  | Kitt Peak         | M. W. Buie          | Brangane  | MPC                           |
| 273230 de Bruyn   | 2006 JU72  | 1 mai 2006  | Mauna Kea         | P. A. Wiegert       | —         | MPC                           |
| 273231            | 2006 JU80  | 1 mai 2006  | Kitt Peak         | Spacewatch          | —         | MPC                           |
| 273232            | 2006 KN    | 16 mai 2006 | Palomar           | NEAT                | —         | MPC                           |
| 273233            | 2006 KC1   | 20 mai 2006 | Mayhill           | A. Lowe             | —         | MPC                           |
| 273234            | 2006 KC12  | 20 mai 2006 | Kitt Peak         | Spacewatch          | —         | MPC                           |
| 273235            | 2006 KQ12  | 20 mai 2006 | Kitt Peak         | Spacewatch          | —         | MPC                           |
| 273236            | 2006 KT14  | 20 mai 2006 | Kitt Peak         | Spacewatch          | —         | MPC                           |
| 273237            | 2006 KN20  | 20 mai 2006 | Anderson Mesa     | LONEOS              | —         | MPC                           |
| 273238            | 2006 KX22  | 20 mai 2006 | Kitt Peak         | Spacewatch          | Eunomia   | MPC                           |
| 273239            | 2006 KG26  | 20 mai 2006 | Kitt Peak         | Spacewatch          | —         | MPC                           |
| 273240            | 2006 KR26  | 20 mai 2006 | Kitt Peak         | Spacewatch          | —         | MPC                           |
| 273241            | 2006 KH33  | 20 mai 2006 | Kitt Peak         | Spacewatch          | —         | MPC                           |
| 273242            | 2006 KJ38  | 19 mai 2006 | Catalina          | CSS                 | —         | MPC                           |
| 273243            | 2006 KT40  | 19 mai 2006 | Mount Lemmon      | Mount Lemmon Survey | —         | MPC                           |
| 273244            | 2006 KG43  | 20 mai 2006 | Kitt Peak         | Spacewatch          | Ursula    | MPC                           |
| 273245            | 2006 KS47  | 21 mai 2006 | Kitt Peak         | Spacewatch          | —         | MPC                           |
| 273246            | 2006 KZ49  | 21 mai 2006 | Kitt Peak         | Spacewatch          | —         | MPC                           |
| 273247            | 2006 KP56  | 22 mai 2006 | Kitt Peak         | Spacewatch          | —         | MPC                           |
| 273248            | 2006 KM66  | 24 mai 2006 | Mount Lemmon      | Mount Lemmon Survey | Ursula    | MPC                           |
| 273249            | 2006 KF67  | 24 mai 2006 | Mount Lemmon      | Mount Lemmon Survey | —         | MPC                           |
| 273250            | 2006 KA73  | 23 mai 2006 | Kitt Peak         | Spacewatch          | Brangane  | MPC                           |
| 273251            | 2006 KQ79  | 25 mai 2006 | Mount Lemmon      | Mount Lemmon Survey | —         | MPC                           |
| 273252            | 2006 KO87  | 24 mai 2006 | Kitt Peak         | Spacewatch          | —         | MPC                           |
| 273253            | 2006 KR94  | 25 mai 2006 | Kitt Peak         | Spacewatch          | —         | MPC                           |
| 273254            | 2006 KU102 | 29 mai 2006 | Kitt Peak         | Spacewatch          | —         | MPC                           |
| 273255            | 2006 KB109 | 31 mai 2006 | Mount Lemmon      | Mount Lemmon Survey | —         | MPC                           |
| 273256            | 2006 KP111 | 31 mai 2006 | Mount Lemmon      | Mount Lemmon Survey | Brangane  | MPC                           |
| 273257            | 2006 KO115 | 29 mai 2006 | Kitt Peak         | Spacewatch          | —         | MPC                           |
| 273258            | 2006 KS115 | 29 mai 2006 | Kitt Peak         | Spacewatch          | —         | MPC                           |
| 273259            | 2006 KV116 | 29 mai 2006 | Kitt Peak         | Spacewatch          | —         | MPC                           |
| 273260            | 2006 KB117 | 29 mai 2006 | Kitt Peak         | Spacewatch          | —         | MPC                           |
| 273261            | 2006 KK118 | 29 mai 2006 | Reedy Creek       | J. Broughton        | —         | MPC                           |
| 273262 Cottam     | 2006 KJ142 | 25 mai 2006 | Mauna Kea         | P. A. Wiegert       | —         | MPC                           |
| 273263            | 2006 KK143 | 18 mai 2006 | Palomar           | NEAT                | —         | MPC                           |
| 273264            | 2006 LW    | 3 jun 2006  | Mount Lemmon      | Mount Lemmon Survey | —         | MPC                           |
| 273265            | 2006 LU2   | 5 jun 2006  | Socorro           | LINEAR              | —         | MPC                           |
| 273266            | 2006 LD6   | 4 jun 2006  | Mount Lemmon      | Mount Lemmon Survey | —         | MPC                           |
| 273267            | 2006 MS    | 16 jun 2006 | Kitt Peak         | Spacewatch          | —         | MPC                           |
| 273268            | 2006 MM1   | 18 jun 2006 | Kitt Peak         | Spacewatch          | Brangane  | MPC                           |
| 273269            | 2006 MN2   | 16 jun 2006 | Kitt Peak         | Spacewatch          | —         | MPC                           |
| 273270            | 2006 MZ5   | 18 jun 2006 | Kitt Peak         | Spacewatch          | —         | MPC                           |
| 273271            | 2006 OP    | 17 jul 2006 | Reedy Creek       | J. Broughton        | —         | MPC                           |
| 273272            | 2006 OU    | 17 jul 2006 | Lulin Observatory | LUSS                | —         | MPC                           |
| 273273 Piwowarski | 2006 OR9   | 24 jul 2006 | Winterthur        | M. Griesser         | —         | MPC                           |
| 273274            | 2006 PV35  | 12 ago 2006 | Palomar           | NEAT                | —         | MPC                           |
| 273275            | 2006 PQ36  | 12 ago 2006 | Palomar           | NEAT                | Juno      | MPC                           |
| 273276            | 2006 QG64  | 25 ago 2006 | Socorro           | LINEAR              | —         | MPC                           |
| 273277            | 2006 QK73  | 21 ago 2006 | Kitt Peak         | Spacewatch          | —         | MPC                           |
| 273278            | 2006 QD90  | 28 ago 2006 | Catalina          | CSS                 | —         | MPC                           |
| 273279            | 2006 QD119 | 28 ago 2006 | Socorro           | LINEAR              | —         | MPC                           |
| 273280            | 2006 QH155 | 18 ago 2006 | Palomar           | NEAT                | —         | MPC                           |
| 273281            | 2006 QD166 | 29 ago 2006 | Catalina          | CSS                 | —         | MPC                           |
| 273282            | 2006 QR167 | 30 ago 2006 | Socorro           | LINEAR              | —         | MPC                           |
| 273283            | 2006 RL18  | 14 set 2006 | Catalina          | CSS                 | Pallas    | MPC                           |
| 273284            | 2006 RU24  | 14 set 2006 | Kitt Peak         | Spacewatch          | —         | MPC                           |
| 273285            | 2006 RD58  | 15 set 2006 | Kitt Peak         | Spacewatch          | —         | MPC                           |
| 273286            | 2006 RV66  | 14 set 2006 | Kitt Peak         | Spacewatch          | —         | MPC                           |
| 273287            | 2006 RE86  | 15 set 2006 | Kitt Peak         | Spacewatch          | —         | MPC                           |
| 273288            | 2006 RY88  | 15 set 2006 | Kitt Peak         | Spacewatch          | —         | MPC                           |
| 273289            | 2006 RR101 | 14 set 2006 | Catalina          | CSS                 | —         | MPC                           |
| 273290            | 2006 SN12  | 16 set 2006 | Anderson Mesa     | LONEOS              | —         | MPC                           |
| 273291            | 2006 SJ16  | 17 set 2006 | Kitt Peak         | Spacewatch          | —         | MPC                           |
| 273292            | 2006 SP36  | 17 set 2006 | Anderson Mesa     | LONEOS              | —         | MPC                           |
| 273293            | 2006 SK39  | 18 set 2006 | Catalina          | CSS                 | —         | MPC                           |
| 273294            | 2006 SS70  | 19 set 2006 | Kitt Peak         | Spacewatch          | —         | MPC                           |
| 273295            | 2006 SO87  | 18 set 2006 | Kitt Peak         | Spacewatch          | —         | MPC                           |
| 273296            | 2006 SU90  | 18 set 2006 | Kitt Peak         | Spacewatch          | —         | MPC                           |
| 273297            | 2006 SS92  | 18 set 2006 | Kitt Peak         | Spacewatch          | —         | MPC                           |
| 273298            | 2006 SD100 | 19 set 2006 | Kitt Peak         | Spacewatch          | —         | MPC                           |
| 273299            | 2006 SR106 | 19 set 2006 | Kitt Peak         | Spacewatch          | —         | MPC                           |
| 273300            | 2006 SS108 | 19 set 2006 | Catalina          | CSS                 | —         | MPC                           |

## 273301–273400
| Designação | Designação | Descoberta  | Descoberta        | Descobridor(es)     | Categoria | Mais informações / Referência |
| Permanente | Provisória | Data        | Local             | Descobridor(es)     | Categoria | Mais informações / Referência |
| ---------- | ---------- | ----------- | ----------------- | ------------------- | --------- | ----------------------------- |
| 273301     | 2006 SG112 | 23 set 2006 | Kitt Peak         | Spacewatch          | —         | MPC                           |
| 273302     | 2006 SS118 | 24 set 2006 | Junk Bond         | D. Healy            | —         | MPC                           |
| 273303     | 2006 SL141 | 25 set 2006 | Anderson Mesa     | LONEOS              | —         | MPC                           |
| 273304     | 2006 SQ148 | 19 set 2006 | Kitt Peak         | Spacewatch          | —         | MPC                           |
| 273305     | 2006 SN183 | 25 set 2006 | Mount Lemmon      | Mount Lemmon Survey | —         | MPC                           |
| 273306     | 2006 SZ186 | 25 set 2006 | Mount Lemmon      | Mount Lemmon Survey | —         | MPC                           |
| 273307     | 2006 SL201 | 24 set 2006 | Kitt Peak         | Spacewatch          | —         | MPC                           |
| 273308     | 2006 ST213 | 27 set 2006 | Socorro           | LINEAR              | —         | MPC                           |
| 273309     | 2006 ST258 | 26 set 2006 | Kitt Peak         | Spacewatch          | —         | MPC                           |
| 273310     | 2006 SG267 | 26 set 2006 | Kitt Peak         | Spacewatch          | —         | MPC                           |
| 273311     | 2006 SM267 | 26 set 2006 | Kitt Peak         | Spacewatch          | —         | MPC                           |
| 273312     | 2006 SN274 | 27 set 2006 | Mount Lemmon      | Mount Lemmon Survey | —         | MPC                           |
| 273313     | 2006 SX274 | 27 set 2006 | Mount Lemmon      | Mount Lemmon Survey | —         | MPC                           |
| 273314     | 2006 SS355 | 30 set 2006 | Catalina          | CSS                 | —         | MPC                           |
| 273315     | 2006 ST356 | 30 set 2006 | Catalina          | CSS                 | —         | MPC                           |
| 273316     | 2006 SD391 | 17 set 2006 | Kitt Peak         | Spacewatch          | —         | MPC                           |
| 273317     | 2006 SP404 | 30 set 2006 | Mount Lemmon      | Mount Lemmon Survey | —         | MPC                           |
| 273318     | 2006 SR409 | 18 set 2006 | Kitt Peak         | Spacewatch          | —         | MPC                           |
| 273319     | 2006 TW2   | 2 out 2006  | Mount Lemmon      | Mount Lemmon Survey | —         | MPC                           |
| 273320     | 2006 TU20  | 11 out 2006 | Kitt Peak         | Spacewatch          | Chloris   | MPC                           |
| 273321     | 2006 TZ20  | 11 out 2006 | Kitt Peak         | Spacewatch          | —         | MPC                           |
| 273322     | 2006 TQ21  | 11 out 2006 | Palomar           | NEAT                | —         | MPC                           |
| 273323     | 2006 TM22  | 11 out 2006 | Kitt Peak         | Spacewatch          | —         | MPC                           |
| 273324     | 2006 TV28  | 12 out 2006 | Kitt Peak         | Spacewatch          | —         | MPC                           |
| 273325     | 2006 TA30  | 12 out 2006 | Kitt Peak         | Spacewatch          | —         | MPC                           |
| 273326     | 2006 TF44  | 12 out 2006 | Kitt Peak         | Spacewatch          | —         | MPC                           |
| 273327     | 2006 TY48  | 12 out 2006 | Kitt Peak         | Spacewatch          | —         | MPC                           |
| 273328     | 2006 TS51  | 12 out 2006 | Kitt Peak         | Spacewatch          | Mitidika  | MPC                           |
| 273329     | 2006 TS54  | 12 out 2006 | Palomar           | NEAT                | —         | MPC                           |
| 273330     | 2006 TO57  | 15 out 2006 | Kitt Peak         | Spacewatch          | —         | MPC                           |
| 273331     | 2006 TM62  | 10 out 2006 | Palomar           | NEAT                | —         | MPC                           |
| 273332     | 2006 TO63  | 10 out 2006 | Palomar           | NEAT                | —         | MPC                           |
| 273333     | 2006 TU69  | 11 out 2006 | Palomar           | NEAT                | —         | MPC                           |
| 273334     | 2006 TK70  | 11 out 2006 | Palomar           | NEAT                | —         | MPC                           |
| 273335     | 2006 TU72  | 11 out 2006 | Palomar           | NEAT                | —         | MPC                           |
| 273336     | 2006 TA74  | 11 out 2006 | Palomar           | NEAT                | —         | MPC                           |
| 273337     | 2006 TJ79  | 12 out 2006 | Kitt Peak         | Spacewatch          | —         | MPC                           |
| 273338     | 2006 TB80  | 13 out 2006 | Kitt Peak         | Spacewatch          | —         | MPC                           |
| 273339     | 2006 TH85  | 13 out 2006 | Kitt Peak         | Spacewatch          | —         | MPC                           |
| 273340     | 2006 TG92  | 13 out 2006 | Kitt Peak         | Spacewatch          | —         | MPC                           |
| 273341     | 2006 TU101 | 15 out 2006 | Kitt Peak         | Spacewatch          | Mitidika  | MPC                           |
| 273342     | 2006 TQ106 | 15 out 2006 | Catalina          | CSS                 | —         | MPC                           |
| 273343     | 2006 TC107 | 13 out 2006 | Lulin Observatory | C.-S. Lin, Q.-z. Ye | —         | MPC                           |
| 273344     | 2006 UU14  | 17 out 2006 | Mount Lemmon      | Mount Lemmon Survey | —         | MPC                           |
| 273345     | 2006 UD30  | 16 out 2006 | Kitt Peak         | Spacewatch          | —         | MPC                           |
| 273346     | 2006 UC36  | 16 out 2006 | Kitt Peak         | Spacewatch          | —         | MPC                           |
| 273347     | 2006 UW46  | 16 out 2006 | Kitt Peak         | Spacewatch          | —         | MPC                           |
| 273348     | 2006 UJ61  | 19 out 2006 | Mount Lemmon      | Mount Lemmon Survey | —         | MPC                           |
| 273349     | 2006 UN61  | 19 out 2006 | Catalina          | CSS                 | —         | MPC                           |
| 273350     | 2006 UJ66  | 16 out 2006 | Mount Lemmon      | Mount Lemmon Survey | —         | MPC                           |
| 273351     | 2006 UN66  | 16 out 2006 | Kitt Peak         | Spacewatch          | —         | MPC                           |
| 273352     | 2006 UK69  | 16 out 2006 | Catalina          | CSS                 | —         | MPC                           |
| 273353     | 2006 UH88  | 17 out 2006 | Kitt Peak         | Spacewatch          | —         | MPC                           |
| 273354     | 2006 US89  | 17 out 2006 | Kitt Peak         | Spacewatch          | —         | MPC                           |
| 273355     | 2006 UN90  | 17 out 2006 | Kitt Peak         | Spacewatch          | —         | MPC                           |
| 273356     | 2006 UB137 | 19 out 2006 | Catalina          | CSS                 | —         | MPC                           |
| 273357     | 2006 UG145 | 20 out 2006 | Kitt Peak         | Spacewatch          | —         | MPC                           |
| 273358     | 2006 UQ173 | 22 out 2006 | Mount Lemmon      | Mount Lemmon Survey | Mitidika  | MPC                           |
| 273359     | 2006 UM174 | 19 out 2006 | Catalina          | CSS                 | —         | MPC                           |
| 273360     | 2006 UG184 | 19 out 2006 | Catalina          | CSS                 | —         | MPC                           |
| 273361     | 2006 UE190 | 19 out 2006 | Catalina          | CSS                 | —         | MPC                           |
| 273362     | 2006 UY192 | 19 out 2006 | Catalina          | CSS                 | —         | MPC                           |
| 273363     | 2006 UD193 | 19 out 2006 | Catalina          | CSS                 | —         | MPC                           |
| 273364     | 2006 UU210 | 23 out 2006 | Kitt Peak         | Spacewatch          | —         | MPC                           |
| 273365     | 2006 UP215 | 23 out 2006 | Catalina          | CSS                 | —         | MPC                           |
| 273366     | 2006 UY219 | 16 out 2006 | Catalina          | CSS                 | —         | MPC                           |
| 273367     | 2006 UN224 | 19 out 2006 | Mount Lemmon      | Mount Lemmon Survey | —         | MPC                           |
| 273368     | 2006 UZ228 | 20 out 2006 | Palomar           | NEAT                | —         | MPC                           |
| 273369     | 2006 UA231 | 21 out 2006 | Palomar           | NEAT                | —         | MPC                           |
| 273370     | 2006 UJ232 | 21 out 2006 | Palomar           | NEAT                | —         | MPC                           |
| 273371     | 2006 UY237 | 23 out 2006 | Kitt Peak         | Spacewatch          | —         | MPC                           |
| 273372     | 2006 UV262 | 29 out 2006 | Mount Lemmon      | Mount Lemmon Survey | —         | MPC                           |
| 273373     | 2006 UT266 | 27 out 2006 | Kitt Peak         | Spacewatch          | —         | MPC                           |
| 273374     | 2006 UQ271 | 27 out 2006 | Mount Lemmon      | Mount Lemmon Survey | —         | MPC                           |
| 273375     | 2006 UG275 | 28 out 2006 | Kitt Peak         | Spacewatch          | —         | MPC                           |
| 273376     | 2006 UQ288 | 29 out 2006 | La Sagra          | Mallorca Obs.       | —         | MPC                           |
| 273377     | 2006 UP331 | 28 out 2006 | Mount Lemmon      | Mount Lemmon Survey | —         | MPC                           |
| 273378     | 2006 VN1   | 2 nov 2006  | Antares           | ARO                 | —         | MPC                           |
| 273379     | 2006 VB9   | 11 nov 2006 | Catalina          | CSS                 | Mitidika  | MPC                           |
| 273380     | 2006 VD9   | 11 nov 2006 | Catalina          | CSS                 | —         | MPC                           |
| 273381     | 2006 VE16  | 9 nov 2006  | Kitt Peak         | Spacewatch          | —         | MPC                           |
| 273382     | 2006 VF29  | 10 nov 2006 | Kitt Peak         | Spacewatch          | —         | MPC                           |
| 273383     | 2006 VZ33  | 11 nov 2006 | Catalina          | CSS                 | —         | MPC                           |
| 273384     | 2006 VG39  | 12 nov 2006 | Mount Lemmon      | Mount Lemmon Survey | —         | MPC                           |
| 273385     | 2006 VR42  | 12 nov 2006 | Mount Lemmon      | Mount Lemmon Survey | —         | MPC                           |
| 273386     | 2006 VJ44  | 13 nov 2006 | Catalina          | CSS                 | —         | MPC                           |
| 273387     | 2006 VN49  | 10 nov 2006 | Kitt Peak         | Spacewatch          | —         | MPC                           |
| 273388     | 2006 VQ50  | 10 nov 2006 | Kitt Peak         | Spacewatch          | —         | MPC                           |
| 273389     | 2006 VT54  | 11 nov 2006 | Kitt Peak         | Spacewatch          | —         | MPC                           |
| 273390     | 2006 VN55  | 11 nov 2006 | Kitt Peak         | Spacewatch          | —         | MPC                           |
| 273391     | 2006 VZ55  | 11 nov 2006 | Kitt Peak         | Spacewatch          | —         | MPC                           |
| 273392     | 2006 VY65  | 11 nov 2006 | Kitt Peak         | Spacewatch          | —         | MPC                           |
| 273393     | 2006 VR96  | 10 nov 2006 | Kitt Peak         | Spacewatch          | —         | MPC                           |
| 273394     | 2006 VX97  | 11 nov 2006 | Kitt Peak         | Spacewatch          | —         | MPC                           |
| 273395     | 2006 VF101 | 1 nov 2006  | Catalina          | CSS                 | —         | MPC                           |
| 273396     | 2006 VJ102 | 12 nov 2006 | Mount Lemmon      | Mount Lemmon Survey | —         | MPC                           |
| 273397     | 2006 VZ104 | 13 nov 2006 | Kitt Peak         | Spacewatch          | —         | MPC                           |
| 273398     | 2006 VE107 | 13 nov 2006 | Kitt Peak         | Spacewatch          | —         | MPC                           |
| 273399     | 2006 VJ129 | 15 nov 2006 | Socorro           | LINEAR              | —         | MPC                           |
| 273400     | 2006 VG134 | 15 nov 2006 | Mount Lemmon      | Mount Lemmon Survey | —         | MPC                           |

## 273401–273500
| Designação            | Designação | Descoberta  | Descoberta           | Descobridor(es)     | Categoria | Mais informações / Referência |
| Permanente            | Provisória | Data        | Local                | Descobridor(es)     | Categoria | Mais informações / Referência |
| --------------------- | ---------- | ----------- | -------------------- | ------------------- | --------- | ----------------------------- |
| 273401                | 2006 VM134 | 15 nov 2006 | Catalina             | CSS                 | —         | MPC                           |
| 273402                | 2006 VM137 | 15 nov 2006 | Kitt Peak            | Spacewatch          | —         | MPC                           |
| 273403                | 2006 VC138 | 15 nov 2006 | Kitt Peak            | Spacewatch          | —         | MPC                           |
| 273404                | 2006 VN139 | 15 nov 2006 | Kitt Peak            | Spacewatch          | —         | MPC                           |
| 273405                | 2006 VQ139 | 15 nov 2006 | Kitt Peak            | Spacewatch          | —         | MPC                           |
| 273406                | 2006 VM146 | 15 nov 2006 | Catalina             | CSS                 | —         | MPC                           |
| 273407                | 2006 VS147 | 15 nov 2006 | Kitt Peak            | Spacewatch          | —         | MPC                           |
| 273408                | 2006 VY151 | 9 nov 2006  | Palomar              | NEAT                | —         | MPC                           |
| 273409                | 2006 VG153 | 8 nov 2006  | Palomar              | NEAT                | —         | MPC                           |
| 273410                | 2006 VH168 | 1 nov 2006  | Mount Lemmon         | Mount Lemmon Survey | —         | MPC                           |
| 273411                | 2006 VU168 | 2 nov 2006  | Kitt Peak            | Spacewatch          | —         | MPC                           |
| 273412 Eduardomissoni | 2006 WF2   | 18 nov 2006 | Vallemare di Borbona | V. S. Casulli       | —         | MPC                           |
| 273413                | 2006 WO4   | 19 nov 2006 | Socorro              | LINEAR              | —         | MPC                           |
| 273414                | 2006 WR10  | 16 nov 2006 | Socorro              | LINEAR              | —         | MPC                           |
| 273415                | 2006 WX10  | 16 nov 2006 | Socorro              | LINEAR              | —         | MPC                           |
| 273416                | 2006 WJ11  | 16 nov 2006 | Socorro              | LINEAR              | —         | MPC                           |
| 273417                | 2006 WV12  | 16 nov 2006 | Mount Lemmon         | Mount Lemmon Survey | —         | MPC                           |
| 273418                | 2006 WY16  | 17 nov 2006 | Kitt Peak            | Spacewatch          | —         | MPC                           |
| 273419                | 2006 WX21  | 17 nov 2006 | Mount Lemmon         | Mount Lemmon Survey | —         | MPC                           |
| 273420                | 2006 WA28  | 22 nov 2006 | 7300 Observatory     | W. K. Y. Yeung      | —         | MPC                           |
| 273421                | 2006 WJ36  | 16 nov 2006 | Kitt Peak            | Spacewatch          | —         | MPC                           |
| 273422                | 2006 WJ47  | 16 nov 2006 | Kitt Peak            | Spacewatch          | —         | MPC                           |
| 273423                | 2006 WG49  | 16 nov 2006 | Mount Lemmon         | Mount Lemmon Survey | —         | MPC                           |
| 273424                | 2006 WF55  | 16 nov 2006 | Kitt Peak            | Spacewatch          | —         | MPC                           |
| 273425                | 2006 WP60  | 17 nov 2006 | Kitt Peak            | Spacewatch          | —         | MPC                           |
| 273426                | 2006 WQ61  | 17 nov 2006 | Catalina             | CSS                 | —         | MPC                           |
| 273427                | 2006 WR69  | 17 nov 2006 | Mount Lemmon         | Mount Lemmon Survey | —         | MPC                           |
| 273428                | 2006 WH70  | 18 nov 2006 | Kitt Peak            | Spacewatch          | —         | MPC                           |
| 273429                | 2006 WB76  | 18 nov 2006 | Kitt Peak            | Spacewatch          | —         | MPC                           |
| 273430                | 2006 WW103 | 19 nov 2006 | Kitt Peak            | Spacewatch          | Mitidika  | MPC                           |
| 273431                | 2006 WA104 | 19 nov 2006 | Kitt Peak            | Spacewatch          | —         | MPC                           |
| 273432                | 2006 WC121 | 21 nov 2006 | Mount Lemmon         | Mount Lemmon Survey | —         | MPC                           |
| 273433                | 2006 WT137 | 19 nov 2006 | Kitt Peak            | Spacewatch          | —         | MPC                           |
| 273434                | 2006 WG139 | 19 nov 2006 | Kitt Peak            | Spacewatch          | —         | MPC                           |
| 273435                | 2006 WT143 | 20 nov 2006 | Kitt Peak            | Spacewatch          | —         | MPC                           |
| 273436                | 2006 WT146 | 20 nov 2006 | Kitt Peak            | Spacewatch          | —         | MPC                           |
| 273437                | 2006 WC153 | 21 nov 2006 | Mount Lemmon         | Mount Lemmon Survey | Mitidika  | MPC                           |
| 273438                | 2006 WQ153 | 21 nov 2006 | Mount Lemmon         | Mount Lemmon Survey | —         | MPC                           |
| 273439                | 2006 WA159 | 22 nov 2006 | Socorro              | LINEAR              | Eos       | MPC                           |
| 273440                | 2006 WL163 | 23 nov 2006 | Kitt Peak            | Spacewatch          | —         | MPC                           |
| 273441                | 2006 WE165 | 23 nov 2006 | Kitt Peak            | Spacewatch          | —         | MPC                           |
| 273442                | 2006 WB174 | 23 nov 2006 | Kitt Peak            | Spacewatch          | —         | MPC                           |
| 273443                | 2006 WW178 | 24 nov 2006 | Kitt Peak            | Spacewatch          | —         | MPC                           |
| 273444                | 2006 WL184 | 25 nov 2006 | Mount Lemmon         | Mount Lemmon Survey | —         | MPC                           |
| 273445                | 2006 WM190 | 15 nov 2006 | Catalina             | CSS                 | —         | MPC                           |
| 273446                | 2006 WM191 | 27 nov 2006 | Catalina             | CSS                 | —         | MPC                           |
| 273447                | 2006 WN198 | 16 nov 2006 | Kitt Peak            | Spacewatch          | —         | MPC                           |
| 273448                | 2006 XH7   | 9 dez 2006  | Kitt Peak            | Spacewatch          | —         | MPC                           |
| 273449                | 2006 XS9   | 9 dez 2006  | Kitt Peak            | Spacewatch          | —         | MPC                           |
| 273450                | 2006 XA14  | 10 dez 2006 | Kitt Peak            | Spacewatch          | —         | MPC                           |
| 273451                | 2006 XP14  | 10 dez 2006 | Kitt Peak            | Spacewatch          | Phocaea   | MPC                           |
| 273452                | 2006 XW16  | 10 dez 2006 | Kitt Peak            | Spacewatch          | —         | MPC                           |
| 273453                | 2006 XW17  | 10 dez 2006 | Kitt Peak            | Spacewatch          | —         | MPC                           |
| 273454                | 2006 XR25  | 12 dez 2006 | Mount Lemmon         | Mount Lemmon Survey | —         | MPC                           |
| 273455                | 2006 XS29  | 13 dez 2006 | Socorro              | LINEAR              | —         | MPC                           |
| 273456                | 2006 XZ34  | 11 dez 2006 | Socorro              | LINEAR              | —         | MPC                           |
| 273457                | 2006 XC38  | 11 dez 2006 | Kitt Peak            | Spacewatch          | —         | MPC                           |
| 273458                | 2006 XQ41  | 12 dez 2006 | Socorro              | LINEAR              | —         | MPC                           |
| 273459                | 2006 XB43  | 12 dez 2006 | Mount Lemmon         | Mount Lemmon Survey | —         | MPC                           |
| 273460                | 2006 XJ44  | 13 dez 2006 | Kitt Peak            | Spacewatch          | —         | MPC                           |
| 273461                | 2006 XX44  | 6 set 2002  | Campo Imperatore     | CINEOS              | —         | MPC                           |
| 273462                | 2006 XM45  | 13 dez 2006 | Kitt Peak            | Spacewatch          | —         | MPC                           |
| 273463                | 2006 XV45  | 13 dez 2006 | Catalina             | CSS                 | —         | MPC                           |
| 273464                | 2006 XY45  | 13 dez 2006 | Kitt Peak            | Spacewatch          | Mitidika  | MPC                           |
| 273465                | 2006 XR48  | 13 dez 2006 | Kitt Peak            | Spacewatch          | —         | MPC                           |
| 273466                | 2006 XF52  | 14 dez 2006 | Socorro              | LINEAR              | —         | MPC                           |
| 273467                | 2006 XF56  | 15 dez 2006 | Mount Lemmon         | Mount Lemmon Survey | —         | MPC                           |
| 273468                | 2006 XL65  | 12 dez 2006 | Palomar              | NEAT                | —         | MPC                           |
| 273469                | 2006 XD69  | 13 dez 2006 | Mount Lemmon         | Mount Lemmon Survey | —         | MPC                           |
| 273470                | 2006 XF69  | 13 dez 2006 | Mount Lemmon         | Mount Lemmon Survey | —         | MPC                           |
| 273471                | 2006 YK2   | 16 dez 2006 | Vallemare Borbon     | V. S. Casulli       | —         | MPC                           |
| 273472                | 2006 YH8   | 20 dez 2006 | Mount Lemmon         | Mount Lemmon Survey | —         | MPC                           |
| 273473                | 2006 YT8   | 20 dez 2006 | Mount Lemmon         | Mount Lemmon Survey | —         | MPC                           |
| 273474                | 2006 YT9   | 21 dez 2006 | Kitt Peak            | Spacewatch          | —         | MPC                           |
| 273475                | 2006 YK10  | 21 dez 2006 | Anderson Mesa        | LONEOS              | —         | MPC                           |
| 273476                | 2006 YT14  | 22 dez 2006 | Črni Vrh             | Črni Vrh            | —         | MPC                           |
| 273477                | 2006 YC15  | 18 dez 2006 | Socorro              | LINEAR              | —         | MPC                           |
| 273478                | 2006 YN16  | 21 dez 2006 | Mount Lemmon         | Mount Lemmon Survey | —         | MPC                           |
| 273479                | 2006 YK17  | 21 dez 2006 | Palomar              | NEAT                | —         | MPC                           |
| 273480                | 2006 YJ23  | 21 dez 2006 | Kitt Peak            | Spacewatch          | —         | MPC                           |
| 273481                | 2006 YL37  | 21 dez 2006 | Kitt Peak            | Spacewatch          | —         | MPC                           |
| 273482                | 2006 YF39  | 21 dez 2006 | Kitt Peak            | Spacewatch          | —         | MPC                           |
| 273483                | 2006 YR40  | 22 dez 2006 | Kitt Peak            | Spacewatch          | —         | MPC                           |
| 273484                | 2006 YQ49  | 29 dez 2006 | Pla D'Arguines       | R. Ferrando         | —         | MPC                           |
| 273485                | 2006 YC51  | 23 dez 2006 | Mount Lemmon         | Mount Lemmon Survey | —         | MPC                           |
| 273486                | 2006 YE51  | 23 dez 2006 | Mount Lemmon         | Mount Lemmon Survey | Mitidika  | MPC                           |
| 273487                | 2006 YT51  | 24 dez 2006 | Mount Lemmon         | Mount Lemmon Survey | —         | MPC                           |
| 273488                | 2007 AA1   | 8 jan 2007  | Mount Lemmon         | Mount Lemmon Survey | Mitidika  | MPC                           |
| 273489                | 2007 AU3   | 8 jan 2007  | Catalina             | CSS                 | —         | MPC                           |
| 273490                | 2007 AW3   | 8 jan 2007  | Catalina             | CSS                 | —         | MPC                           |
| 273491                | 2007 AT9   | 8 jan 2007  | Kitt Peak            | Spacewatch          | —         | MPC                           |
| 273492                | 2007 AE13  | 9 jan 2007  | Mount Lemmon         | Mount Lemmon Survey | —         | MPC                           |
| 273493                | 2007 AP13  | 9 jan 2007  | Mount Lemmon         | Mount Lemmon Survey | —         | MPC                           |
| 273494                | 2007 AF15  | 10 jan 2007 | Mount Lemmon         | Mount Lemmon Survey | —         | MPC                           |
| 273495                | 2007 AW15  | 10 jan 2007 | Mount Lemmon         | Mount Lemmon Survey | —         | MPC                           |
| 273496                | 2007 AL16  | 10 jan 2007 | Kitt Peak            | Spacewatch          | —         | MPC                           |
| 273497                | 2007 AH18  | 8 jan 2007  | Catalina             | CSS                 | —         | MPC                           |
| 273498                | 2007 AX18  | 13 jan 2007 | Socorro              | LINEAR              | —         | MPC                           |
| 273499                | 2007 AR22  | 10 jan 2007 | Mount Lemmon         | Mount Lemmon Survey | —         | MPC                           |
| 273500                | 2007 AX22  | 10 jan 2007 | Mount Lemmon         | Mount Lemmon Survey | —         | MPC                           |

## 273501–273600
| Designação | Designação | Descoberta  | Descoberta   | Descobridor(es)     | Categoria | Mais informações / Referência |
| Permanente | Provisória | Data        | Local        | Descobridor(es)     | Categoria | Mais informações / Referência |
| ---------- | ---------- | ----------- | ------------ | ------------------- | --------- | ----------------------------- |
| 273501     | 2007 AK26  | 12 jan 2007 | 7300         | W. K. Y. Yeung      | —         | MPC                           |
| 273502     | 2007 AW26  | 9 jan 2007  | Mount Lemmon | Mount Lemmon Survey | —         | MPC                           |
| 273503     | 2007 AD27  | 9 jan 2007  | Kitt Peak    | Spacewatch          | —         | MPC                           |
| 273504     | 2007 AE27  | 10 jan 2007 | Kitt Peak    | Spacewatch          | —         | MPC                           |
| 273505     | 2007 AK27  | 10 jan 2007 | Mount Lemmon | Mount Lemmon Survey | —         | MPC                           |
| 273506     | 2007 AJ28  | 9 jan 2007  | Kitt Peak    | Spacewatch          | Mitidika  | MPC                           |
| 273507     | 2007 AC30  | 9 jan 2007  | Kitt Peak    | Spacewatch          | —         | MPC                           |
| 273508     | 2007 AN30  | 10 jan 2007 | Mount Lemmon | Mount Lemmon Survey | —         | MPC                           |
| 273509     | 2007 BV1   | 16 jan 2007 | Mount Lemmon | Mount Lemmon Survey | —         | MPC                           |
| 273510     | 2007 BJ2   | 23 out 2006 | Mount Lemmon | Mount Lemmon Survey | —         | MPC                           |
| 273511     | 2007 BG3   | 16 jan 2007 | Socorro      | LINEAR              | —         | MPC                           |
| 273512     | 2007 BH3   | 16 jan 2007 | Socorro      | LINEAR              | —         | MPC                           |
| 273513     | 2007 BT3   | 16 jan 2007 | Socorro      | LINEAR              | —         | MPC                           |
| 273514     | 2007 BO5   | 17 jan 2007 | Catalina     | CSS                 | —         | MPC                           |
| 273515     | 2007 BH11  | 17 jan 2007 | Kitt Peak    | Spacewatch          | —         | MPC                           |
| 273516     | 2007 BP11  | 17 jan 2007 | Kitt Peak    | Spacewatch          | —         | MPC                           |
| 273517     | 2007 BS13  | 17 jan 2007 | Kitt Peak    | Spacewatch          | —         | MPC                           |
| 273518     | 2007 BC15  | 17 jan 2007 | Kitt Peak    | Spacewatch          | —         | MPC                           |
| 273519     | 2007 BQ16  | 17 jan 2007 | Kitt Peak    | Spacewatch          | Mitidika  | MPC                           |
| 273520     | 2007 BT16  | 17 jan 2007 | Kitt Peak    | Spacewatch          | —         | MPC                           |
| 273521     | 2007 BA17  | 17 jan 2007 | Palomar      | NEAT                | —         | MPC                           |
| 273522     | 2007 BF17  | 17 jan 2007 | Kitt Peak    | Spacewatch          | —         | MPC                           |
| 273523     | 2007 BN18  | 17 jan 2007 | Palomar      | NEAT                | —         | MPC                           |
| 273524     | 2007 BH19  | 21 jan 2007 | Socorro      | LINEAR              | —         | MPC                           |
| 273525     | 2007 BR21  | 24 jan 2007 | Socorro      | LINEAR              | —         | MPC                           |
| 273526     | 2007 BB25  | 24 jan 2007 | Mount Lemmon | Mount Lemmon Survey | —         | MPC                           |
| 273527     | 2007 BX26  | 24 jan 2007 | Mount Lemmon | Mount Lemmon Survey | —         | MPC                           |
| 273528     | 2007 BG27  | 24 jan 2007 | Catalina     | CSS                 | —         | MPC                           |
| 273529     | 2007 BH27  | 24 jan 2007 | Catalina     | CSS                 | —         | MPC                           |
| 273530     | 2007 BR27  | 24 jan 2007 | Catalina     | CSS                 | Mitidika  | MPC                           |
| 273531     | 2007 BM30  | 24 jan 2007 | Catalina     | CSS                 | —         | MPC                           |
| 273532     | 2007 BE32  | 24 jan 2007 | Mount Lemmon | Mount Lemmon Survey | —         | MPC                           |
| 273533     | 2007 BR32  | 24 jan 2007 | Mount Lemmon | Mount Lemmon Survey | —         | MPC                           |
| 273534     | 2007 BM33  | 24 jan 2007 | Mount Lemmon | Mount Lemmon Survey | —         | MPC                           |
| 273535     | 2007 BQ36  | 24 jan 2007 | Socorro      | LINEAR              | —         | MPC                           |
| 273536     | 2007 BQ37  | 24 jan 2007 | Mount Lemmon | Mount Lemmon Survey | —         | MPC                           |
| 273537     | 2007 BJ40  | 24 jan 2007 | Mount Lemmon | Mount Lemmon Survey | —         | MPC                           |
| 273538     | 2007 BT41  | 24 jan 2007 | Catalina     | CSS                 | —         | MPC                           |
| 273539     | 2007 BK42  | 24 jan 2007 | Catalina     | CSS                 | —         | MPC                           |
| 273540     | 2007 BS42  | 24 jan 2007 | Catalina     | CSS                 | —         | MPC                           |
| 273541     | 2007 BC44  | 24 jan 2007 | Catalina     | CSS                 | Mitidika  | MPC                           |
| 273542     | 2007 BL47  | 26 jan 2007 | Kitt Peak    | Spacewatch          | —         | MPC                           |
| 273543     | 2007 BP48  | 26 jan 2007 | Kitt Peak    | Spacewatch          | —         | MPC                           |
| 273544     | 2007 BF50  | 28 jan 2007 | Marly        | P. Kocher           | —         | MPC                           |
| 273545     | 2007 BK52  | 24 jan 2007 | Kitt Peak    | Spacewatch          | —         | MPC                           |
| 273546     | 2007 BR54  | 24 jan 2007 | Socorro      | LINEAR              | —         | MPC                           |
| 273547     | 2007 BP55  | 24 jan 2007 | Socorro      | LINEAR              | —         | MPC                           |
| 273548     | 2007 BH56  | 24 jan 2007 | Socorro      | LINEAR              | —         | MPC                           |
| 273549     | 2007 BN56  | 24 jan 2007 | Socorro      | LINEAR              | —         | MPC                           |
| 273550     | 2007 BU56  | 24 jan 2007 | Socorro      | LINEAR              | —         | MPC                           |
| 273551     | 2007 BY61  | 27 jan 2007 | Kitt Peak    | Spacewatch          | Mitidika  | MPC                           |
| 273552     | 2007 BF63  | 27 jan 2007 | Mount Lemmon | Mount Lemmon Survey | —         | MPC                           |
| 273553     | 2007 BQ64  | 27 jan 2007 | Kitt Peak    | Spacewatch          | —         | MPC                           |
| 273554     | 2007 BW64  | 27 jan 2007 | Mount Lemmon | Mount Lemmon Survey | —         | MPC                           |
| 273555     | 2007 BW65  | 27 jan 2007 | Mount Lemmon | Mount Lemmon Survey | Mitidika  | MPC                           |
| 273556     | 2007 BF68  | 27 jan 2007 | Kitt Peak    | Spacewatch          | —         | MPC                           |
| 273557     | 2007 BL70  | 27 jan 2007 | Mount Lemmon | Mount Lemmon Survey | —         | MPC                           |
| 273558     | 2007 BY74  | 27 jan 2007 | Kitt Peak    | Spacewatch          | —         | MPC                           |
| 273559     | 2007 BS75  | 17 jan 2007 | Kitt Peak    | Spacewatch          | —         | MPC                           |
| 273560     | 2007 BU78  | 27 jan 2007 | Mount Lemmon | Mount Lemmon Survey | —         | MPC                           |
| 273561     | 2007 BC79  | 27 jan 2007 | Mount Lemmon | Mount Lemmon Survey | —         | MPC                           |
| 273562     | 2007 BB80  | 27 jan 2007 | Kitt Peak    | Spacewatch          | —         | MPC                           |
| 273563     | 2007 BM81  | 28 jan 2007 | Kitt Peak    | Spacewatch          | —         | MPC                           |
| 273564     | 2007 BW91  | 19 jan 2007 | Mauna Kea    | Mauna Kea Obs.      | —         | MPC                           |
| 273565     | 2007 BM95  | 19 jan 2007 | Mauna Kea    | Mauna Kea Obs.      | —         | MPC                           |
| 273566     | 2007 BB100 | 17 jan 2007 | Kitt Peak    | Spacewatch          | —         | MPC                           |
| 273567     | 2007 BK101 | 28 jan 2007 | Mount Lemmon | Mount Lemmon Survey | Mitidika  | MPC                           |
| 273568     | 2007 BP101 | 16 jan 2007 | Catalina     | CSS                 | —         | MPC                           |
| 273569     | 2007 CM    | 5 fev 2007  | Palomar      | NEAT                | —         | MPC                           |
| 273570     | 2007 CK2   | 6 fev 2007  | Kitt Peak    | Spacewatch          | —         | MPC                           |
| 273571     | 2007 CS3   | 6 fev 2007  | Mount Lemmon | Mount Lemmon Survey | —         | MPC                           |
| 273572     | 2007 CM4   | 6 fev 2007  | Mount Lemmon | Mount Lemmon Survey | Mitidika  | MPC                           |
| 273573     | 2007 CY8   | 6 fev 2007  | Kitt Peak    | Spacewatch          | —         | MPC                           |
| 273574     | 2007 CP10  | 6 fev 2007  | Mount Lemmon | Mount Lemmon Survey | —         | MPC                           |
| 273575     | 2007 CY14  | 7 fev 2007  | Mount Lemmon | Mount Lemmon Survey | —         | MPC                           |
| 273576     | 2007 CY15  | 6 fev 2007  | Palomar      | NEAT                | —         | MPC                           |
| 273577     | 2007 CY17  | 8 fev 2007  | Mount Lemmon | Mount Lemmon Survey | —         | MPC                           |
| 273578     | 2007 CN20  | 6 fev 2007  | Mount Lemmon | Mount Lemmon Survey | Mitidika  | MPC                           |
| 273579     | 2007 CS21  | 6 fev 2007  | Palomar      | NEAT                | —         | MPC                           |
| 273580     | 2007 CN22  | 6 fev 2007  | Mount Lemmon | Mount Lemmon Survey | —         | MPC                           |
| 273581     | 2007 CQ22  | 6 fev 2007  | Mount Lemmon | Mount Lemmon Survey | —         | MPC                           |
| 273582     | 2007 CT22  | 6 fev 2007  | Palomar      | NEAT                | —         | MPC                           |
| 273583     | 2007 CY25  | 9 fev 2007  | Catalina     | CSS                 | —         | MPC                           |
| 273584     | 2007 CG32  | 6 fev 2007  | Mount Lemmon | Mount Lemmon Survey | —         | MPC                           |
| 273585     | 2007 CH44  | 8 fev 2007  | Palomar      | NEAT                | —         | MPC                           |
| 273586     | 2007 CM44  | 8 fev 2007  | Palomar      | NEAT                | —         | MPC                           |
| 273587     | 2007 CJ46  | 8 fev 2007  | Palomar      | NEAT                | —         | MPC                           |
| 273588     | 2007 CO46  | 8 fev 2007  | Mount Lemmon | Mount Lemmon Survey | —         | MPC                           |
| 273589     | 2007 CX46  | 8 fev 2007  | Palomar      | NEAT                | —         | MPC                           |
| 273590     | 2007 CR47  | 10 fev 2007 | Mount Lemmon | Mount Lemmon Survey | —         | MPC                           |
| 273591     | 2007 CT50  | 13 fev 2007 | Catalina     | CSS                 | —         | MPC                           |
| 273592     | 2007 CE54  | 10 fev 2007 | Catalina     | CSS                 | —         | MPC                           |
| 273593     | 2007 CK54  | 6 fev 2007  | Kitt Peak    | Spacewatch          | —         | MPC                           |
| 273594     | 2007 CX57  | 9 fev 2007  | Catalina     | CSS                 | —         | MPC                           |
| 273595     | 2007 CR58  | 10 fev 2007 | Catalina     | CSS                 | —         | MPC                           |
| 273596     | 2007 CT58  | 10 fev 2007 | Catalina     | CSS                 | —         | MPC                           |
| 273597     | 2007 CC59  | 10 fev 2007 | Catalina     | CSS                 | —         | MPC                           |
| 273598     | 2007 CN59  | 10 fev 2007 | Catalina     | CSS                 | —         | MPC                           |
| 273599     | 2007 CZ59  | 10 fev 2007 | Catalina     | CSS                 | —         | MPC                           |
| 273600     | 2007 CO60  | 10 fev 2007 | Catalina     | CSS                 | —         | MPC                           |

## 273601–273700
| Designação | Designação | Descoberta  | Descoberta        | Descobridor(es)     | Categoria | Mais informações / Referência |
| Permanente | Provisória | Data        | Local             | Descobridor(es)     | Categoria | Mais informações / Referência |
| ---------- | ---------- | ----------- | ----------------- | ------------------- | --------- | ----------------------------- |
| 273601     | 2007 CO61  | 15 fev 2007 | Palomar           | NEAT                | —         | MPC                           |
| 273602     | 2007 CO62  | 13 fev 2007 | Socorro           | LINEAR              | —         | MPC                           |
| 273603     | 2007 CQ62  | 15 fev 2007 | Catalina          | CSS                 | —         | MPC                           |
| 273604     | 2007 CA63  | 15 fev 2007 | Palomar           | NEAT                | —         | MPC                           |
| 273605     | 2007 CY63  | 15 fev 2007 | Palomar           | NEAT                | Mitidika  | MPC                           |
| 273606     | 2007 CK64  | 6 fev 2007  | Palomar           | NEAT                | —         | MPC                           |
| 273607     | 2007 CO64  | 9 fev 2007  | Kitt Peak         | Spacewatch          | —         | MPC                           |
| 273608     | 2007 DF    | 16 fev 2007 | Mayhill           | A. Lowe             | —         | MPC                           |
| 273609     | 2007 DF2   | 16 fev 2007 | Catalina          | CSS                 | —         | MPC                           |
| 273610     | 2007 DP2   | 16 fev 2007 | Catalina          | CSS                 | —         | MPC                           |
| 273611     | 2007 DB4   | 16 fev 2007 | Mount Lemmon      | Mount Lemmon Survey | —         | MPC                           |
| 273612     | 2007 DU5   | 17 fev 2007 | Kitt Peak         | Spacewatch          | —         | MPC                           |
| 273613     | 2007 DZ11  | 16 fev 2007 | Catalina          | CSS                 | —         | MPC                           |
| 273614     | 2007 DZ12  | 16 fev 2007 | Palomar           | NEAT                | —         | MPC                           |
| 273615     | 2007 DL13  | 16 fev 2007 | Palomar           | NEAT                | —         | MPC                           |
| 273616     | 2007 DL17  | 17 fev 2007 | Kitt Peak         | Spacewatch          | —         | MPC                           |
| 273617     | 2007 DH18  | 17 fev 2007 | Kitt Peak         | Spacewatch          | Mitidika  | MPC                           |
| 273618     | 2007 DH19  | 17 fev 2007 | Kitt Peak         | Spacewatch          | —         | MPC                           |
| 273619     | 2007 DW23  | 17 fev 2007 | Kitt Peak         | Spacewatch          | —         | MPC                           |
| 273620     | 2007 DR24  | 17 fev 2007 | Kitt Peak         | Spacewatch          | —         | MPC                           |
| 273621     | 2007 DU24  | 17 fev 2007 | Kitt Peak         | Spacewatch          | —         | MPC                           |
| 273622     | 2007 DX24  | 17 fev 2007 | Kitt Peak         | Spacewatch          | —         | MPC                           |
| 273623     | 2007 DU26  | 17 fev 2007 | Kitt Peak         | Spacewatch          | —         | MPC                           |
| 273624     | 2007 DW26  | 17 fev 2007 | Kitt Peak         | Spacewatch          | —         | MPC                           |
| 273625     | 2007 DT29  | 17 fev 2007 | Kitt Peak         | Spacewatch          | —         | MPC                           |
| 273626     | 2007 DU33  | 17 fev 2007 | Kitt Peak         | Spacewatch          | —         | MPC                           |
| 273627     | 2007 DW34  | 17 fev 2007 | Kitt Peak         | Spacewatch          | —         | MPC                           |
| 273628     | 2007 DF37  | 17 fev 2007 | Kitt Peak         | Spacewatch          | Mitidika  | MPC                           |
| 273629     | 2007 DX37  | 17 fev 2007 | Kitt Peak         | Spacewatch          | —         | MPC                           |
| 273630     | 2007 DJ41  | 19 fev 2007 | Mount Lemmon      | Mount Lemmon Survey | —         | MPC                           |
| 273631     | 2007 DA42  | 16 fev 2007 | Mount Lemmon      | Mount Lemmon Survey | —         | MPC                           |
| 273632     | 2007 DU45  | 21 fev 2007 | Kitt Peak         | Spacewatch          | —         | MPC                           |
| 273633     | 2007 DW45  | 21 fev 2007 | Bergisch Gladbach | W. Bickel           | —         | MPC                           |
| 273634     | 2007 DA48  | 21 fev 2007 | Mount Lemmon      | Mount Lemmon Survey | —         | MPC                           |
| 273635     | 2007 DU49  | 16 fev 2007 | Catalina          | CSS                 | —         | MPC                           |
| 273636     | 2007 DX49  | 16 fev 2007 | Catalina          | CSS                 | —         | MPC                           |
| 273637     | 2007 DN51  | 17 fev 2007 | Palomar           | NEAT                | Phocaea   | MPC                           |
| 273638     | 2007 DO53  | 19 fev 2007 | Mount Lemmon      | Mount Lemmon Survey | —         | MPC                           |
| 273639     | 2007 DR53  | 19 fev 2007 | Mount Lemmon      | Mount Lemmon Survey | —         | MPC                           |
| 273640     | 2007 DT54  | 21 fev 2007 | Kitt Peak         | Spacewatch          | —         | MPC                           |
| 273641     | 2007 DD56  | 21 fev 2007 | Socorro           | LINEAR              | —         | MPC                           |
| 273642     | 2007 DO56  | 21 fev 2007 | Mount Lemmon      | Mount Lemmon Survey | —         | MPC                           |
| 273643     | 2007 DV59  | 22 fev 2007 | Anderson Mesa     | LONEOS              | Mitidika  | MPC                           |
| 273644     | 2007 DR61  | 19 fev 2007 | Mount Lemmon      | Mount Lemmon Survey | —         | MPC                           |
| 273645     | 2007 DA65  | 21 fev 2007 | Kitt Peak         | Spacewatch          | —         | MPC                           |
| 273646     | 2007 DH66  | 21 fev 2007 | Kitt Peak         | Spacewatch          | —         | MPC                           |
| 273647     | 2007 DJ71  | 21 fev 2007 | Kitt Peak         | Spacewatch          | —         | MPC                           |
| 273648     | 2007 DN74  | 21 fev 2007 | Mount Lemmon      | Mount Lemmon Survey | —         | MPC                           |
| 273649     | 2007 DO74  | 21 fev 2007 | Kitt Peak         | Spacewatch          | Mitidika  | MPC                           |
| 273650     | 2007 DP75  | 21 fev 2007 | Kitt Peak         | Spacewatch          | —         | MPC                           |
| 273651     | 2007 DJ77  | 22 fev 2007 | Catalina          | CSS                 | —         | MPC                           |
| 273652     | 2007 DO77  | 22 fev 2007 | Catalina          | CSS                 | —         | MPC                           |
| 273653     | 2007 DA81  | 23 fev 2007 | Kitt Peak         | Spacewatch          | —         | MPC                           |
| 273654     | 2007 DB81  | 23 fev 2007 | Kitt Peak         | Spacewatch          | —         | MPC                           |
| 273655     | 2007 DN82  | 23 fev 2007 | Mount Lemmon      | Mount Lemmon Survey | —         | MPC                           |
| 273656     | 2007 DL84  | 25 fev 2007 | Mount Lemmon      | Mount Lemmon Survey | —         | MPC                           |
| 273657     | 2007 DU86  | 23 fev 2007 | Mount Lemmon      | Mount Lemmon Survey | —         | MPC                           |
| 273658     | 2007 DA87  | 23 fev 2007 | Mount Lemmon      | Mount Lemmon Survey | —         | MPC                           |
| 273659     | 2007 DS90  | 23 fev 2007 | Kitt Peak         | Spacewatch          | —         | MPC                           |
| 273660     | 2007 DE92  | 23 fev 2007 | Kitt Peak         | Spacewatch          | —         | MPC                           |
| 273661     | 2007 DU95  | 23 fev 2007 | Kitt Peak         | Spacewatch          | —         | MPC                           |
| 273662     | 2007 DS96  | 23 fev 2007 | Mount Lemmon      | Mount Lemmon Survey | —         | MPC                           |
| 273663     | 2007 DJ98  | 25 fev 2007 | Mount Lemmon      | Mount Lemmon Survey | —         | MPC                           |
| 273664     | 2007 DJ99  | 25 fev 2007 | Mount Lemmon      | Mount Lemmon Survey | —         | MPC                           |
| 273665     | 2007 DH100 | 25 fev 2007 | Mount Lemmon      | Mount Lemmon Survey | Mitidika  | MPC                           |
| 273666     | 2007 DE103 | 21 fev 2007 | Kitt Peak         | M. W. Buie          | —         | MPC                           |
| 273667     | 2007 DV106 | 23 fev 2007 | Mount Lemmon      | Mount Lemmon Survey | —         | MPC                           |
| 273668     | 2007 DA110 | 25 fev 2007 | Mount Lemmon      | Mount Lemmon Survey | —         | MPC                           |
| 273669     | 2007 DK110 | 17 fev 2007 | Mount Lemmon      | Mount Lemmon Survey | —         | MPC                           |
| 273670     | 2007 DR112 | 26 fev 2007 | Mount Lemmon      | Mount Lemmon Survey | —         | MPC                           |
| 273671     | 2007 DZ112 | 17 fev 2007 | Kitt Peak         | Spacewatch          | —         | MPC                           |
| 273672     | 2007 DW113 | 23 fev 2007 | Mount Lemmon      | Mount Lemmon Survey | —         | MPC                           |
| 273673     | 2007 EV2   | 9 mar 2007  | Catalina          | CSS                 | —         | MPC                           |
| 273674     | 2007 ED3   | 9 mar 2007  | Catalina          | CSS                 | —         | MPC                           |
| 273675     | 2007 EC7   | 9 mar 2007  | Mount Lemmon      | Mount Lemmon Survey | —         | MPC                           |
| 273676     | 2007 EJ8   | 9 mar 2007  | Mount Lemmon      | Mount Lemmon Survey | —         | MPC                           |
| 273677     | 2007 ED11  | 9 mar 2007  | Kitt Peak         | Spacewatch          | Mitidika  | MPC                           |
| 273678     | 2007 EX11  | 9 mar 2007  | Catalina          | CSS                 | —         | MPC                           |
| 273679     | 2007 ED14  | 9 mar 2007  | Kitt Peak         | Spacewatch          | —         | MPC                           |
| 273680     | 2007 EM14  | 9 mar 2007  | Palomar           | NEAT                | —         | MPC                           |
| 273681     | 2007 EB15  | 9 mar 2007  | Mount Lemmon      | Mount Lemmon Survey | —         | MPC                           |
| 273682     | 2007 EN16  | 9 mar 2007  | Catalina          | CSS                 | —         | MPC                           |
| 273683     | 2007 EX16  | 9 mar 2007  | Kitt Peak         | Spacewatch          | —         | MPC                           |
| 273684     | 2007 EG18  | 9 mar 2007  | Palomar           | NEAT                | —         | MPC                           |
| 273685     | 2007 EB22  | 10 mar 2007 | Kitt Peak         | Spacewatch          | —         | MPC                           |
| 273686     | 2007 ES25  | 10 mar 2007 | Mount Lemmon      | Mount Lemmon Survey | —         | MPC                           |
| 273687     | 2007 EG27  | 12 mar 2007 | Altschwendt       | W. Ries             | —         | MPC                           |
| 273688     | 2007 EE30  | 9 mar 2007  | Palomar           | NEAT                | —         | MPC                           |
| 273689     | 2007 ER31  | 10 mar 2007 | Kitt Peak         | Spacewatch          | —         | MPC                           |
| 273690     | 2007 EW31  | 10 mar 2007 | Kitt Peak         | Spacewatch          | —         | MPC                           |
| 273691     | 2007 EM32  | 10 mar 2007 | Mount Lemmon      | Mount Lemmon Survey | —         | MPC                           |
| 273692     | 2007 EY32  | 10 mar 2007 | Kitt Peak         | Spacewatch          | —         | MPC                           |
| 273693     | 2007 EJ35  | 11 mar 2007 | Kitt Peak         | Spacewatch          | —         | MPC                           |
| 273694     | 2007 EE38  | 11 mar 2007 | Mount Lemmon      | Mount Lemmon Survey | —         | MPC                           |
| 273695     | 2007 EO39  | 12 mar 2007 | Marly             | P. Kocher           | Phocaea   | MPC                           |
| 273696     | 2007 EK40  | 12 mar 2007 | Bergisch Gladbac  | W. Bickel           | —         | MPC                           |
| 273697     | 2007 EN41  | 9 mar 2007  | Mount Lemmon      | Mount Lemmon Survey | Mitidika  | MPC                           |
| 273698     | 2007 EO41  | 9 mar 2007  | Mount Lemmon      | Mount Lemmon Survey | Phocaea   | MPC                           |
| 273699     | 2007 EJ42  | 9 mar 2007  | Kitt Peak         | Spacewatch          | —         | MPC                           |
| 273700     | 2007 EQ42  | 9 mar 2007  | Kitt Peak         | Spacewatch          | —         | MPC                           |

## 273701–273800
| Designação | Designação | Descoberta  | Descoberta    | Descobridor(es)     | Categoria | Mais informações / Referência |
| Permanente | Provisória | Data        | Local         | Descobridor(es)     | Categoria | Mais informações / Referência |
| ---------- | ---------- | ----------- | ------------- | ------------------- | --------- | ----------------------------- |
| 273701     | 2007 ET42  | 9 mar 2007  | Kitt Peak     | Spacewatch          | —         | MPC                           |
| 273702     | 2007 EG43  | 9 mar 2007  | Kitt Peak     | Spacewatch          | Mitidika  | MPC                           |
| 273703     | 2007 EK45  | 9 mar 2007  | Kitt Peak     | Spacewatch          | —         | MPC                           |
| 273704     | 2007 EA47  | 9 mar 2007  | Kitt Peak     | Spacewatch          | —         | MPC                           |
| 273705     | 2007 EA52  | 11 mar 2007 | Catalina      | CSS                 | —         | MPC                           |
| 273706     | 2007 EB58  | 9 mar 2007  | Mount Lemmon  | Mount Lemmon Survey | —         | MPC                           |
| 273707     | 2007 EQ59  | 9 mar 2007  | Catalina      | CSS                 | —         | MPC                           |
| 273708     | 2007 EB63  | 10 mar 2007 | Kitt Peak     | Spacewatch          | —         | MPC                           |
| 273709     | 2007 EB65  | 10 mar 2007 | Kitt Peak     | Spacewatch          | —         | MPC                           |
| 273710     | 2007 EQ65  | 10 mar 2007 | Kitt Peak     | Spacewatch          | —         | MPC                           |
| 273711     | 2007 EW65  | 10 mar 2007 | Kitt Peak     | Spacewatch          | —         | MPC                           |
| 273712     | 2007 EJ68  | 10 mar 2007 | Kitt Peak     | Spacewatch          | —         | MPC                           |
| 273713     | 2007 EJ69  | 10 mar 2007 | Kitt Peak     | Spacewatch          | —         | MPC                           |
| 273714     | 2007 EE74  | 10 mar 2007 | Kitt Peak     | Spacewatch          | —         | MPC                           |
| 273715     | 2007 EC75  | 10 mar 2007 | Kitt Peak     | Spacewatch          | Mitidika  | MPC                           |
| 273716     | 2007 EJ78  | 10 mar 2007 | Mount Lemmon  | Mount Lemmon Survey | —         | MPC                           |
| 273717     | 2007 ES80  | 11 mar 2007 | Kitt Peak     | Spacewatch          | —         | MPC                           |
| 273718     | 2007 ES84  | 12 mar 2007 | Catalina      | CSS                 | —         | MPC                           |
| 273719     | 2007 ED85  | 12 mar 2007 | Kitt Peak     | Spacewatch          | Phocaea   | MPC                           |
| 273720     | 2007 EU85  | 12 mar 2007 | Catalina      | CSS                 | —         | MPC                           |
| 273721     | 2007 EF89  | 9 mar 2007  | Kitt Peak     | Spacewatch          | Mitidika  | MPC                           |
| 273722     | 2007 EZ90  | 9 mar 2007  | Mount Lemmon  | Mount Lemmon Survey | —         | MPC                           |
| 273723     | 2007 EV91  | 10 mar 2007 | Kitt Peak     | Spacewatch          | —         | MPC                           |
| 273724     | 2007 EA92  | 10 mar 2007 | Kitt Peak     | Spacewatch          | —         | MPC                           |
| 273725     | 2007 ED92  | 10 mar 2007 | Kitt Peak     | Spacewatch          | —         | MPC                           |
| 273726     | 2007 EE92  | 10 mar 2007 | Kitt Peak     | Spacewatch          | —         | MPC                           |
| 273727     | 2007 EQ92  | 10 mar 2007 | Mount Lemmon  | Mount Lemmon Survey | —         | MPC                           |
| 273728     | 2007 ET97  | 11 mar 2007 | Kitt Peak     | Spacewatch          | —         | MPC                           |
| 273729     | 2007 EB98  | 11 mar 2007 | Kitt Peak     | Spacewatch          | —         | MPC                           |
| 273730     | 2007 EQ98  | 11 mar 2007 | Kitt Peak     | Spacewatch          | —         | MPC                           |
| 273731     | 2007 EO99  | 11 mar 2007 | Kitt Peak     | Spacewatch          | —         | MPC                           |
| 273732     | 2007 EM103 | 11 mar 2007 | Mount Lemmon  | Mount Lemmon Survey | —         | MPC                           |
| 273733     | 2007 EK104 | 11 mar 2007 | Mount Lemmon  | Mount Lemmon Survey | —         | MPC                           |
| 273734     | 2007 EL106 | 11 mar 2007 | Anderson Mesa | LONEOS              | Ursula    | MPC                           |
| 273735     | 2007 EF110 | 11 mar 2007 | Kitt Peak     | Spacewatch          | —         | MPC                           |
| 273736     | 2007 ET110 | 11 mar 2007 | Kitt Peak     | Spacewatch          | —         | MPC                           |
| 273737     | 2007 EG112 | 11 mar 2007 | Kitt Peak     | Spacewatch          | —         | MPC                           |
| 273738     | 2007 EP112 | 11 mar 2007 | Kitt Peak     | Spacewatch          | —         | MPC                           |
| 273739     | 2007 EB113 | 12 mar 2007 | Kitt Peak     | Spacewatch          | —         | MPC                           |
| 273740     | 2007 EU114 | 13 mar 2007 | Mount Lemmon  | Mount Lemmon Survey | —         | MPC                           |
| 273741     | 2007 EA115 | 13 mar 2007 | Mount Lemmon  | Mount Lemmon Survey | —         | MPC                           |
| 273742     | 2007 EY116 | 13 mar 2007 | Mount Lemmon  | Mount Lemmon Survey | —         | MPC                           |
| 273743     | 2007 EZ118 | 13 mar 2007 | Mount Lemmon  | Mount Lemmon Survey | —         | MPC                           |
| 273744     | 2007 EG120 | 13 mar 2007 | Mount Lemmon  | Mount Lemmon Survey | —         | MPC                           |
| 273745     | 2007 EB121 | 14 mar 2007 | Mount Lemmon  | Mount Lemmon Survey | Mitidika  | MPC                           |
| 273746     | 2007 ET126 | 9 mar 2007  | Mount Lemmon  | Mount Lemmon Survey | —         | MPC                           |
| 273747     | 2007 EG128 | 9 mar 2007  | Mount Lemmon  | Mount Lemmon Survey | —         | MPC                           |
| 273748     | 2007 EL130 | 9 mar 2007  | Mount Lemmon  | Mount Lemmon Survey | —         | MPC                           |
| 273749     | 2007 EX134 | 10 mar 2007 | Mount Lemmon  | Mount Lemmon Survey | —         | MPC                           |
| 273750     | 2007 EL135 | 10 mar 2007 | Mount Lemmon  | Mount Lemmon Survey | —         | MPC                           |
| 273751     | 2007 EV138 | 12 mar 2007 | Kitt Peak     | Spacewatch          | —         | MPC                           |
| 273752     | 2007 EZ138 | 12 mar 2007 | Kitt Peak     | Spacewatch          | —         | MPC                           |
| 273753     | 2007 ER139 | 12 mar 2007 | Kitt Peak     | Spacewatch          | —         | MPC                           |
| 273754     | 2007 EA141 | 12 mar 2007 | Kitt Peak     | Spacewatch          | —         | MPC                           |
| 273755     | 2007 EE143 | 12 mar 2007 | Kitt Peak     | Spacewatch          | —         | MPC                           |
| 273756     | 2007 EU144 | 12 mar 2007 | Mount Lemmon  | Mount Lemmon Survey | —         | MPC                           |
| 273757     | 2007 EV144 | 12 mar 2007 | Mount Lemmon  | Mount Lemmon Survey | —         | MPC                           |
| 273758     | 2007 ET145 | 12 mar 2007 | Mount Lemmon  | Mount Lemmon Survey | —         | MPC                           |
| 273759     | 2007 EG146 | 12 mar 2007 | Mount Lemmon  | Mount Lemmon Survey | —         | MPC                           |
| 273760     | 2007 EZ146 | 12 mar 2007 | Mount Lemmon  | Mount Lemmon Survey | —         | MPC                           |
| 273761     | 2007 EP151 | 12 mar 2007 | Mount Lemmon  | Mount Lemmon Survey | —         | MPC                           |
| 273762     | 2007 EE154 | 12 mar 2007 | Kitt Peak     | Spacewatch          | —         | MPC                           |
| 273763     | 2007 EW155 | 12 mar 2007 | Kitt Peak     | Spacewatch          | —         | MPC                           |
| 273764     | 2007 EH159 | 14 mar 2007 | Mount Lemmon  | Mount Lemmon Survey | —         | MPC                           |
| 273765     | 2007 EP162 | 15 mar 2007 | Mount Lemmon  | Mount Lemmon Survey | —         | MPC                           |
| 273766     | 2007 EH166 | 10 mar 2007 | Palomar       | NEAT                | —         | MPC                           |
| 273767     | 2007 EW167 | 13 mar 2007 | Kitt Peak     | Spacewatch          | —         | MPC                           |
| 273768     | 2007 EK169 | 13 mar 2007 | Kitt Peak     | Spacewatch          | —         | MPC                           |
| 273769     | 2007 EW170 | 15 mar 2007 | Kitt Peak     | Spacewatch          | —         | MPC                           |
| 273770     | 2007 EB180 | 14 mar 2007 | Mount Lemmon  | Mount Lemmon Survey | —         | MPC                           |
| 273771     | 2007 EU181 | 14 mar 2007 | Kitt Peak     | Spacewatch          | —         | MPC                           |
| 273772     | 2007 EM182 | 14 mar 2007 | Kitt Peak     | Spacewatch          | —         | MPC                           |
| 273773     | 2007 EK191 | 13 mar 2007 | Kitt Peak     | Spacewatch          | —         | MPC                           |
| 273774     | 2007 ED192 | 13 mar 2007 | Lulin         | C.-S. Lin, Q.-z. Ye | —         | MPC                           |
| 273775     | 2007 EE196 | 15 mar 2007 | Kitt Peak     | Spacewatch          | —         | MPC                           |
| 273776     | 2007 ET198 | 10 mar 2007 | Catalina      | CSS                 | —         | MPC                           |
| 273777     | 2007 EF202 | 9 mar 2007  | Catalina      | CSS                 | —         | MPC                           |
| 273778     | 2007 EH207 | 14 mar 2007 | Socorro       | LINEAR              | —         | MPC                           |
| 273779     | 2007 EY209 | 6 mar 2007  | Palomar       | NEAT                | —         | MPC                           |
| 273780     | 2007 EH211 | 8 mar 2007  | Palomar       | NEAT                | —         | MPC                           |
| 273781     | 2007 EP219 | 15 mar 2007 | Kitt Peak     | Spacewatch          | —         | MPC                           |
| 273782     | 2007 EU220 | 11 mar 2007 | Mount Lemmon  | Mount Lemmon Survey | —         | MPC                           |
| 273783     | 2007 EY220 | 13 mar 2007 | Kitt Peak     | Spacewatch          | —         | MPC                           |
| 273784     | 2007 ED222 | 11 mar 2007 | Mount Lemmon  | Mount Lemmon Survey | —         | MPC                           |
| 273785     | 2007 EQ223 | 10 mar 2007 | Kitt Peak     | Spacewatch          | —         | MPC                           |
| 273786     | 2007 FN    | 16 mar 2007 | Mount Lemmon  | Mount Lemmon Survey | —         | MPC                           |
| 273787     | 2007 FX    | 16 mar 2007 | Kitt Peak     | Spacewatch          | —         | MPC                           |
| 273788     | 2007 FT2   | 16 mar 2007 | Catalina      | CSS                 | —         | MPC                           |
| 273789     | 2007 FO4   | 18 mar 2007 | Kitt Peak     | Spacewatch          | —         | MPC                           |
| 273790     | 2007 FW4   | 16 mar 2007 | Kitt Peak     | Spacewatch          | —         | MPC                           |
| 273791     | 2007 FG7   | 16 mar 2007 | Anderson Mesa | LONEOS              | —         | MPC                           |
| 273792     | 2007 FJ11  | 16 mar 2007 | Kitt Peak     | Spacewatch          | —         | MPC                           |
| 273793     | 2007 FU11  | 17 mar 2007 | Kitt Peak     | Spacewatch          | —         | MPC                           |
| 273794     | 2007 FW15  | 19 mar 2007 | Catalina      | CSS                 | Ursula    | MPC                           |
| 273795     | 2007 FN17  | 20 mar 2007 | Kitt Peak     | Spacewatch          | —         | MPC                           |
| 273796     | 2007 FM18  | 19 mar 2007 | La Sagra      | Mallorca Obs.       | —         | MPC                           |
| 273797     | 2007 FV18  | 20 mar 2007 | Mount Lemmon  | Mount Lemmon Survey | —         | MPC                           |
| 273798     | 2007 FT19  | 20 mar 2007 | Mount Lemmon  | Mount Lemmon Survey | —         | MPC                           |
| 273799     | 2007 FW21  | 20 mar 2007 | Kitt Peak     | Spacewatch          | —         | MPC                           |
| 273800     | 2007 FH22  | 20 mar 2007 | Kitt Peak     | Spacewatch          | —         | MPC                           |

## 273801–273900
| Designação       | Designação | Descoberta  | Descoberta        | Descobridor(es)     | Categoria | Mais informações / Referência |
| Permanente       | Provisória | Data        | Local             | Descobridor(es)     | Categoria | Mais informações / Referência |
| ---------------- | ---------- | ----------- | ----------------- | ------------------- | --------- | ----------------------------- |
| 273801           | 2007 FG23  | 20 mar 2007 | Kitt Peak         | Spacewatch          | Mitidika  | MPC                           |
| 273802           | 2007 FG24  | 20 mar 2007 | Kitt Peak         | Spacewatch          | —         | MPC                           |
| 273803           | 2007 FX24  | 20 mar 2007 | Kitt Peak         | Spacewatch          | —         | MPC                           |
| 273804           | 2007 FB26  | 20 mar 2007 | Mount Lemmon      | Mount Lemmon Survey | —         | MPC                           |
| 273805           | 2007 FU26  | 20 mar 2007 | Kitt Peak         | Spacewatch          | —         | MPC                           |
| 273806           | 2007 FK27  | 20 mar 2007 | Mount Lemmon      | Mount Lemmon Survey | —         | MPC                           |
| 273807           | 2007 FE28  | 20 mar 2007 | Mount Lemmon      | Mount Lemmon Survey | —         | MPC                           |
| 273808           | 2007 FQ28  | 20 mar 2007 | Mount Lemmon      | Mount Lemmon Survey | —         | MPC                           |
| 273809           | 2007 FM31  | 20 mar 2007 | Kitt Peak         | Spacewatch          | —         | MPC                           |
| 273810           | 2007 FL32  | 20 mar 2007 | Kitt Peak         | Spacewatch          | —         | MPC                           |
| 273811           | 2007 FQ32  | 20 mar 2007 | Kitt Peak         | Spacewatch          | —         | MPC                           |
| 273812           | 2007 FX32  | 20 mar 2007 | Kitt Peak         | Spacewatch          | —         | MPC                           |
| 273813           | 2007 FU37  | 26 mar 2007 | Kitt Peak         | Spacewatch          | —         | MPC                           |
| 273814           | 2007 FL38  | 29 mar 2007 | Palomar           | NEAT                | —         | MPC                           |
| 273815           | 2007 FS38  | 25 mar 2007 | Mount Lemmon      | Mount Lemmon Survey | —         | MPC                           |
| 273816           | 2007 FA39  | 28 mar 2007 | Siding Spring     | SSS                 | —         | MPC                           |
| 273817           | 2007 FM45  | 26 mar 2007 | Mount Lemmon      | Mount Lemmon Survey | —         | MPC                           |
| 273818           | 2007 FF48  | 20 mar 2007 | Kitt Peak         | Spacewatch          | —         | MPC                           |
| 273819           | 2007 GY7   | 7 abr 2007  | Mount Lemmon      | Mount Lemmon Survey | Mitidika  | MPC                           |
| 273820           | 2007 GY8   | 7 abr 2007  | Mount Lemmon      | Mount Lemmon Survey | —         | MPC                           |
| 273821           | 2007 GP12  | 11 abr 2007 | Kitt Peak         | Spacewatch          | —         | MPC                           |
| 273822           | 2007 GE19  | 11 abr 2007 | Kitt Peak         | Spacewatch          | Phocaea   | MPC                           |
| 273823           | 2007 GC20  | 11 abr 2007 | Kitt Peak         | Spacewatch          | —         | MPC                           |
| 273824           | 2007 GL21  | 11 abr 2007 | Mount Lemmon      | Mount Lemmon Survey | —         | MPC                           |
| 273825           | 2007 GT21  | 11 abr 2007 | Mount Lemmon      | Mount Lemmon Survey | —         | MPC                           |
| 273826           | 2007 GV21  | 11 abr 2007 | Mount Lemmon      | Mount Lemmon Survey | —         | MPC                           |
| 273827           | 2007 GZ21  | 11 abr 2007 | Mount Lemmon      | Mount Lemmon Survey | —         | MPC                           |
| 273828           | 2007 GF22  | 11 abr 2007 | Mount Lemmon      | Mount Lemmon Survey | —         | MPC                           |
| 273829           | 2007 GQ22  | 11 abr 2007 | Mount Lemmon      | Mount Lemmon Survey | —         | MPC                           |
| 273830           | 2007 GS22  | 11 abr 2007 | Mount Lemmon      | Mount Lemmon Survey | —         | MPC                           |
| 273831           | 2007 GZ22  | 11 abr 2007 | Mount Lemmon      | Mount Lemmon Survey | —         | MPC                           |
| 273832           | 2007 GB23  | 11 abr 2007 | Mount Lemmon      | Mount Lemmon Survey | —         | MPC                           |
| 273833           | 2007 GM23  | 11 abr 2007 | Kitt Peak         | Spacewatch          | —         | MPC                           |
| 273834           | 2007 GO25  | 13 abr 2007 | Siding Spring     | SSS                 | —         | MPC                           |
| 273835           | 2007 GM27  | 14 abr 2007 | Mount Lemmon      | Mount Lemmon Survey | Phocaea   | MPC                           |
| 273836 Hoijyusek | 2007 GZ27  | 13 abr 2007 | Lulin Observatory | Q.-z. Ye, H.-C. Lin | —         | MPC                           |
| 273837           | 2007 GK31  | 14 abr 2007 | Kitt Peak         | Spacewatch          | —         | MPC                           |
| 273838           | 2007 GP31  | 15 abr 2007 | Mount Lemmon      | Mount Lemmon Survey | —         | MPC                           |
| 273839           | 2007 GM37  | 14 abr 2007 | Kitt Peak         | Spacewatch          | —         | MPC                           |
| 273840           | 2007 GN38  | 14 abr 2007 | Kitt Peak         | Spacewatch          | —         | MPC                           |
| 273841           | 2007 GN39  | 14 abr 2007 | Kitt Peak         | Spacewatch          | —         | MPC                           |
| 273842           | 2007 GC41  | 14 abr 2007 | Kitt Peak         | Spacewatch          | —         | MPC                           |
| 273843           | 2007 GE41  | 14 abr 2007 | Kitt Peak         | Spacewatch          | —         | MPC                           |
| 273844           | 2007 GZ41  | 14 abr 2007 | Kitt Peak         | Spacewatch          | —         | MPC                           |
| 273845           | 2007 GG42  | 14 abr 2007 | Kitt Peak         | Spacewatch          | —         | MPC                           |
| 273846           | 2007 GO42  | 14 abr 2007 | Kitt Peak         | Spacewatch          | —         | MPC                           |
| 273847           | 2007 GZ42  | 14 abr 2007 | Kitt Peak         | Spacewatch          | —         | MPC                           |
| 273848           | 2007 GO44  | 14 abr 2007 | Kitt Peak         | Spacewatch          | —         | MPC                           |
| 273849           | 2007 GZ44  | 14 abr 2007 | Kitt Peak         | Spacewatch          | —         | MPC                           |
| 273850           | 2007 GE45  | 14 abr 2007 | Kitt Peak         | Spacewatch          | —         | MPC                           |
| 273851           | 2007 GB46  | 14 abr 2007 | Kitt Peak         | Spacewatch          | —         | MPC                           |
| 273852           | 2007 GD47  | 14 abr 2007 | Kitt Peak         | Spacewatch          | —         | MPC                           |
| 273853           | 2007 GL47  | 14 abr 2007 | Mount Lemmon      | Mount Lemmon Survey | Phocaea   | MPC                           |
| 273854           | 2007 GH48  | 14 abr 2007 | Kitt Peak         | Spacewatch          | —         | MPC                           |
| 273855           | 2007 GK48  | 14 abr 2007 | Kitt Peak         | Spacewatch          | —         | MPC                           |
| 273856           | 2007 GR50  | 15 abr 2007 | Kitt Peak         | Spacewatch          | —         | MPC                           |
| 273857           | 2007 GL53  | 14 abr 2007 | Mount Lemmon      | Mount Lemmon Survey | —         | MPC                           |
| 273858           | 2007 GP53  | 14 abr 2007 | Kitt Peak         | Spacewatch          | —         | MPC                           |
| 273859           | 2007 GD58  | 15 abr 2007 | Kitt Peak         | Spacewatch          | —         | MPC                           |
| 273860           | 2007 GS59  | 15 abr 2007 | Kitt Peak         | Spacewatch          | —         | MPC                           |
| 273861           | 2007 GK60  | 15 abr 2007 | Kitt Peak         | Spacewatch          | Eos       | MPC                           |
| 273862           | 2007 GF64  | 15 abr 2007 | Kitt Peak         | Spacewatch          | —         | MPC                           |
| 273863           | 2007 GK64  | 15 abr 2007 | Kitt Peak         | Spacewatch          | —         | MPC                           |
| 273864           | 2007 GP67  | 15 abr 2007 | Kitt Peak         | Spacewatch          | —         | MPC                           |
| 273865           | 2007 GB68  | 15 abr 2007 | Kitt Peak         | Spacewatch          | —         | MPC                           |
| 273866           | 2007 GU70  | 15 abr 2007 | Mount Lemmon      | Mount Lemmon Survey | —         | MPC                           |
| 273867           | 2007 GO72  | 15 abr 2007 | Mount Lemmon      | Mount Lemmon Survey | —         | MPC                           |
| 273868           | 2007 GW72  | 2 jan 2006  | Catalina          | CSS                 | —         | MPC                           |
| 273869           | 2007 GK73  | 15 abr 2007 | Catalina          | CSS                 | —         | MPC                           |
| 273870           | 2007 GP74  | 15 abr 2007 | Mount Lemmon      | Mount Lemmon Survey | —         | MPC                           |
| 273871           | 2007 GD75  | 15 abr 2007 | Kitt Peak         | Spacewatch          | —         | MPC                           |
| 273872           | 2007 GK75  | 14 abr 2007 | Kitt Peak         | Spacewatch          | —         | MPC                           |
| 273873           | 2007 GC76  | 15 abr 2007 | Kitt Peak         | Spacewatch          | —         | MPC                           |
| 273874           | 2007 GO76  | 15 abr 2007 | Kitt Peak         | Spacewatch          | —         | MPC                           |
| 273875           | 2007 HM    | 17 abr 2007 | 7300              | W. K. Y. Yeung      | —         | MPC                           |
| 273876           | 2007 HM3   | 16 abr 2007 | Socorro           | LINEAR              | —         | MPC                           |
| 273877           | 2007 HU5   | 16 abr 2007 | Catalina          | CSS                 | —         | MPC                           |
| 273878           | 2007 HN6   | 16 abr 2007 | Anderson Mesa     | LONEOS              | —         | MPC                           |
| 273879           | 2007 HQ7   | 16 abr 2007 | Purple Mountain   | PMO NEO             | —         | MPC                           |
| 273880           | 2007 HD11  | 18 abr 2007 | Kitt Peak         | Spacewatch          | —         | MPC                           |
| 273881           | 2007 HD12  | 18 abr 2007 | Kitt Peak         | Spacewatch          | —         | MPC                           |
| 273882           | 2007 HG12  | 19 abr 2007 | Mount Lemmon      | Mount Lemmon Survey | —         | MPC                           |
| 273883           | 2007 HF13  | 16 abr 2007 | Catalina          | CSS                 | —         | MPC                           |
| 273884           | 2007 HG14  | 19 abr 2007 | Mount Lemmon      | Mount Lemmon Survey | —         | MPC                           |
| 273885           | 2007 HV15  | 18 abr 2007 | Lulin             | LUSS                | —         | MPC                           |
| 273886           | 2007 HS20  | 18 abr 2007 | Kitt Peak         | Spacewatch          | —         | MPC                           |
| 273887           | 2007 HD26  | 18 abr 2007 | Kitt Peak         | Spacewatch          | Phocaea   | MPC                           |
| 273888           | 2007 HH26  | 18 abr 2007 | Kitt Peak         | Spacewatch          | —         | MPC                           |
| 273889           | 2007 HO27  | 18 abr 2007 | Kitt Peak         | Spacewatch          | —         | MPC                           |
| 273890           | 2007 HW27  | 18 abr 2007 | Kitt Peak         | Spacewatch          | —         | MPC                           |
| 273891           | 2007 HG28  | 18 abr 2007 | Mount Lemmon      | Mount Lemmon Survey | —         | MPC                           |
| 273892           | 2007 HL31  | 19 abr 2007 | Kitt Peak         | Spacewatch          | —         | MPC                           |
| 273893           | 2007 HL33  | 19 abr 2007 | Socorro           | LINEAR              | —         | MPC                           |
| 273894           | 2007 HT33  | 19 abr 2007 | Kitt Peak         | Spacewatch          | —         | MPC                           |
| 273895           | 2007 HV35  | 19 abr 2007 | Kitt Peak         | Spacewatch          | —         | MPC                           |
| 273896           | 2007 HZ37  | 20 abr 2007 | Kitt Peak         | Spacewatch          | —         | MPC                           |
| 273897           | 2007 HN43  | 22 abr 2007 | Mount Lemmon      | Mount Lemmon Survey | —         | MPC                           |
| 273898           | 2007 HY44  | 18 abr 2007 | Mount Lemmon      | Mount Lemmon Survey | —         | MPC                           |
| 273899           | 2007 HV45  | 18 abr 2007 | Mount Lemmon      | Mount Lemmon Survey | —         | MPC                           |
| 273900           | 2007 HQ47  | 20 abr 2007 | Kitt Peak         | Spacewatch          | —         | MPC                           |

## 273901–274000
| Designação         | Designação | Descoberta  | Descoberta       | Descobridor(es)       | Categoria | Mais informações / Referência |
| Permanente         | Provisória | Data        | Local            | Descobridor(es)       | Categoria | Mais informações / Referência |
| ------------------ | ---------- | ----------- | ---------------- | --------------------- | --------- | ----------------------------- |
| 273901             | 2007 HM48  | 20 abr 2007 | Kitt Peak        | Spacewatch            | —         | MPC                           |
| 273902             | 2007 HR48  | 20 abr 2007 | Kitt Peak        | Spacewatch            | —         | MPC                           |
| 273903             | 2007 HU50  | 20 abr 2007 | Kitt Peak        | Spacewatch            | —         | MPC                           |
| 273904             | 2007 HT51  | 20 abr 2007 | Kitt Peak        | Spacewatch            | —         | MPC                           |
| 273905             | 2007 HU51  | 20 abr 2007 | Kitt Peak        | Spacewatch            | —         | MPC                           |
| 273906             | 2007 HD54  | 22 abr 2007 | Kitt Peak        | Spacewatch            | —         | MPC                           |
| 273907             | 2007 HT57  | 22 abr 2007 | Mount Lemmon     | Mount Lemmon Survey   | —         | MPC                           |
| 273908             | 2007 HG59  | 18 abr 2007 | Mount Lemmon     | Mount Lemmon Survey   | Maria     | MPC                           |
| 273909             | 2007 HV59  | 18 abr 2007 | Mount Lemmon     | Mount Lemmon Survey   | —         | MPC                           |
| 273910             | 2007 HF62  | 22 abr 2007 | Mount Lemmon     | Mount Lemmon Survey   | Brangane  | MPC                           |
| 273911             | 2007 HM65  | 22 abr 2007 | Catalina         | CSS                   | —         | MPC                           |
| 273912             | 2007 HS65  | 22 abr 2007 | Catalina         | CSS                   | —         | MPC                           |
| 273913             | 2007 HB71  | 20 abr 2007 | Kitt Peak        | Spacewatch            | —         | MPC                           |
| 273914             | 2007 HT71  | 22 abr 2007 | Kitt Peak        | Spacewatch            | —         | MPC                           |
| 273915             | 2007 HG73  | 24 out 2005 | Mauna Kea        | A. Boattini           | —         | MPC                           |
| 273916             | 2007 HX73  | 22 abr 2007 | Catalina         | CSS                   | —         | MPC                           |
| 273917             | 2007 HB74  | 22 abr 2007 | Catalina         | CSS                   | —         | MPC                           |
| 273918             | 2007 HE76  | 30 nov 2005 | Kitt Peak        | Spacewatch            | —         | MPC                           |
| 273919             | 2007 HP77  | 23 abr 2007 | Kitt Peak        | Spacewatch            | —         | MPC                           |
| 273920             | 2007 HL78  | 23 abr 2007 | Catalina         | CSS                   | —         | MPC                           |
| 273921             | 2007 HT85  | 24 abr 2007 | Kitt Peak        | Spacewatch            | —         | MPC                           |
| 273922             | 2007 HO88  | 20 abr 2007 | Kitt Peak        | Spacewatch            | —         | MPC                           |
| 273923             | 2007 HJ90  | 22 abr 2007 | Siding Spring    | SSS                   | —         | MPC                           |
| 273924             | 2007 HO90  | 24 abr 2007 | Catalina         | CSS                   | —         | MPC                           |
| 273925             | 2007 HF96  | 16 abr 2007 | Catalina         | CSS                   | Phocaea   | MPC                           |
| 273926             | 2007 JJ1   | 7 mai 2007  | Kitt Peak        | Spacewatch            | —         | MPC                           |
| 273927             | 2007 JH3   | 6 mai 2007  | Kitt Peak        | Spacewatch            | —         | MPC                           |
| 273928             | 2007 JN3   | 6 mai 2007  | Kitt Peak        | Spacewatch            | —         | MPC                           |
| 273929             | 2007 JH4   | 7 mai 2007  | Kitt Peak        | Spacewatch            | —         | MPC                           |
| 273930             | 2007 JJ4   | 7 mai 2007  | Catalina         | CSS                   | —         | MPC                           |
| 273931             | 2007 JY4   | 7 mai 2007  | Kitt Peak        | Spacewatch            | —         | MPC                           |
| 273932             | 2007 JQ10  | 7 mai 2007  | Kitt Peak        | Spacewatch            | —         | MPC                           |
| 273933             | 2007 JX10  | 7 mai 2007  | Kitt Peak        | Spacewatch            | —         | MPC                           |
| 273934             | 2007 JA13  | 7 mai 2007  | Kitt Peak        | Spacewatch            | —         | MPC                           |
| 273935             | 2007 JS14  | 10 mai 2007 | Mount Lemmon     | Mount Lemmon Survey   | —         | MPC                           |
| 273936             | 2007 JC16  | 9 mai 2007  | Lulin            | LUSS                  | —         | MPC                           |
| 273937             | 2007 JY17  | 7 mai 2007  | Mount Lemmon     | Mount Lemmon Survey   | —         | MPC                           |
| 273938             | 2007 JX20  | 11 mai 2007 | Mount Lemmon     | Mount Lemmon Survey   | —         | MPC                           |
| 273939             | 2007 JV21  | 10 mai 2007 | Kitt Peak        | Spacewatch            | —         | MPC                           |
| 273940             | 2007 JJ22  | 7 mai 2007  | Catalina         | CSS                   | —         | MPC                           |
| 273941             | 2007 JB23  | 13 mai 2007 | Tiki             | S. F. Hönig, N. Teamo | —         | MPC                           |
| 273942             | 2007 JS23  | 7 mai 2007  | Lulin            | LUSS                  | —         | MPC                           |
| 273943             | 2007 JM26  | 9 mai 2007  | Kitt Peak        | Spacewatch            | —         | MPC                           |
| 273944             | 2007 JX26  | 9 mai 2007  | Kitt Peak        | Spacewatch            | —         | MPC                           |
| 273945             | 2007 JO27  | 9 mai 2007  | Catalina         | CSS                   | —         | MPC                           |
| 273946             | 2007 JH28  | 10 mai 2007 | Kitt Peak        | Spacewatch            | —         | MPC                           |
| 273947             | 2007 JJ28  | 10 mai 2007 | Kitt Peak        | Spacewatch            | —         | MPC                           |
| 273948             | 2007 JG34  | 10 mai 2007 | Anderson Mesa    | LONEOS                | —         | MPC                           |
| 273949             | 2007 JG35  | 13 mai 2007 | Mount Lemmon     | Mount Lemmon Survey   | —         | MPC                           |
| 273950             | 2007 JQ37  | 12 mai 2007 | Kitt Peak        | Spacewatch            | —         | MPC                           |
| 273951             | 2007 JA40  | 13 mai 2007 | Mount Lemmon     | Mount Lemmon Survey   | —         | MPC                           |
| 273952             | 2007 JZ40  | 13 mai 2007 | Kitt Peak        | Spacewatch            | —         | MPC                           |
| 273953             | 2007 JR41  | 12 mai 2007 | Mount Lemmon     | Mount Lemmon Survey   | —         | MPC                           |
| 273954             | 2007 JV41  | 13 mai 2007 | Mount Lemmon     | Mount Lemmon Survey   | —         | MPC                           |
| 273955             | 2007 JD45  | 7 mai 2007  | Kitt Peak        | Spacewatch            | —         | MPC                           |
| 273956             | 2007 JH45  | 12 mai 2007 | Mount Lemmon     | Mount Lemmon Survey   | —         | MPC                           |
| 273957             | 2007 JK45  | 10 mai 2007 | Anderson Mesa    | LONEOS                | —         | MPC                           |
| 273958             | 2007 KK1   | 17 mai 2007 | Kitt Peak        | Spacewatch            | Brangane  | MPC                           |
| 273959             | 2007 KX1   | 18 mai 2007 | Wrightwood       | J. W. Young           | —         | MPC                           |
| 273960             | 2007 KR2   | 20 mai 2007 | Catalina         | CSS                   | —         | MPC                           |
| 273961             | 2007 KC4   | 23 mai 2007 | 7300             | W. K. Y. Yeung        | —         | MPC                           |
| 273962             | 2007 KQ4   | 21 mai 2007 | Kitt Peak        | Spacewatch            | —         | MPC                           |
| 273963             | 2007 KO5   | 21 mai 2007 | Catalina         | CSS                   | —         | MPC                           |
| 273964             | 2007 KS7   | 16 mai 2007 | Siding Spring    | SSS                   | —         | MPC                           |
| 273965             | 2007 KY8   | 25 mai 2007 | Catalina         | CSS                   | Pallas    | MPC                           |
| 273966             | 2007 KE9   | 26 mai 2007 | Siding Spring    | SSS                   | —         | MPC                           |
| 273967             | 2007 LW1   | 7 jun 2007  | Kitt Peak        | Spacewatch            | —         | MPC                           |
| 273968             | 2007 LH3   | 8 jun 2007  | Kitt Peak        | Spacewatch            | —         | MPC                           |
| 273969             | 2007 LK4   | 8 jun 2007  | Kitt Peak        | Spacewatch            | —         | MPC                           |
| 273970             | 2007 LH5   | 9 jun 2007  | Kitt Peak        | Spacewatch            | —         | MPC                           |
| 273971             | 2007 LK8   | 9 jun 2007  | Kitt Peak        | Spacewatch            | —         | MPC                           |
| 273972             | 2007 LP8   | 9 jun 2007  | Kitt Peak        | Spacewatch            | —         | MPC                           |
| 273973             | 2007 LA9   | 8 jun 2007  | Catalina         | CSS                   | —         | MPC                           |
| 273974             | 2007 LB9   | 8 jun 2007  | Catalina         | CSS                   | —         | MPC                           |
| 273975             | 2007 LD9   | 8 jun 2007  | Kitt Peak        | Spacewatch            | —         | MPC                           |
| 273976             | 2007 LN13  | 10 jun 2007 | Kitt Peak        | Spacewatch            | —         | MPC                           |
| 273977             | 2007 LE15  | 9 jun 2007  | Reedy Creek      | J. Broughton          | —         | MPC                           |
| 273978             | 2007 LJ15  | 11 jun 2007 | La Sagra         | Mallorca Obs.         | —         | MPC                           |
| 273979             | 2007 LH20  | 9 jun 2007  | Kitt Peak        | Spacewatch            | —         | MPC                           |
| 273980             | 2007 LJ21  | 12 jun 2007 | Kitt Peak        | Spacewatch            | —         | MPC                           |
| 273981             | 2007 LY21  | 12 jun 2007 | Kitt Peak        | Spacewatch            | —         | MPC                           |
| 273982             | 2007 LL22  | 13 jun 2007 | Kitt Peak        | Spacewatch            | Phocaea   | MPC                           |
| 273983             | 2007 LK23  | 13 jun 2007 | Kitt Peak        | Spacewatch            | —         | MPC                           |
| 273984             | 2007 LW23  | 14 jun 2007 | Kitt Peak        | Spacewatch            | —         | MPC                           |
| 273985             | 2007 LZ24  | 14 jun 2007 | Kitt Peak        | Spacewatch            | —         | MPC                           |
| 273986             | 2007 LQ29  | 15 jun 2007 | Kitt Peak        | Spacewatch            | Brangane  | MPC                           |
| 273987 Greggwade   | 2007 LQ30  | 11 jun 2007 | Mauna Kea        | D. D. Balam           | Ursula    | MPC                           |
| 273988             | 2007 MF7   | 18 jun 2007 | Kitt Peak        | Spacewatch            | —         | MPC                           |
| 273989             | 2007 MU7   | 18 jun 2007 | Kitt Peak        | Spacewatch            | —         | MPC                           |
| 273990             | 2007 MR13  | 18 jun 2007 | Kitt Peak        | Spacewatch            | —         | MPC                           |
| 273991             | 2007 MX16  | 21 jun 2007 | Kitt Peak        | Spacewatch            | —         | MPC                           |
| 273992             | 2007 MZ16  | 21 jun 2007 | Kitt Peak        | Spacewatch            | —         | MPC                           |
| 273993             | 2007 MO24  | 23 jun 2007 | Kitt Peak        | Spacewatch            | —         | MPC                           |
| 273994 Cinqueterre | 2007 NH1   | 11 jul 2007 | Vallemare Borbon | V. S. Casulli         | —         | MPC                           |
| 273995             | 2007 OB    | 16 jul 2007 | Wrightwood       | J. W. Young           | Brangane  | MPC                           |
| 273996             | 2007 OQ    | 17 jul 2007 | Eskridge         | G. Hug                | —         | MPC                           |
| 273997             | 2007 OT2   | 20 jul 2007 | Tiki             | S. F. Hönig, N. Teamo | —         | MPC                           |
| 273998             | 2007 OF4   | 19 jul 2007 | La Sagra         | Mallorca Obs.         | —         | MPC                           |
| 273999             | 2007 OO10  | 18 jul 2007 | Mount Lemmon     | Mount Lemmon Survey   | Ursula    | MPC                           |
| 274000             | 2007 PF1   | 4 ago 2007  | Bergisch Gladbac | W. Bickel             | —         | MPC                           |